# 渋谷
渋谷（しぶや）は、東京都渋谷区の地名。渋谷は、渋谷駅や渋谷区の略称の他に以下を指す。
1. 町名としての渋谷、渋谷一丁目から四丁目まである。JR渋谷駅を含む渋谷駅東側の地域。
2. 渋谷駅を中心とする地域の総称。前述「1」の他に、「道玄坂」「宇田川町」「神南」「桜丘町」などが含まれる。東京を代表する繁華街の一つであり、最先端の流行やファッション、音楽、若者文化の街となっている。
3. 近年では、渋谷駅から北西にやや離れているものの、個性的な店舗が住宅・企業オフィスの間に点在するエリアが「奥渋谷」（おくしぶや、オクシブ）と呼ばれることもある。町名としては松濤、富ヶ谷、神山町などである[6]。
4. 武蔵国の村を起源とする、明治時代以降に存在した渋谷村と渋谷町。

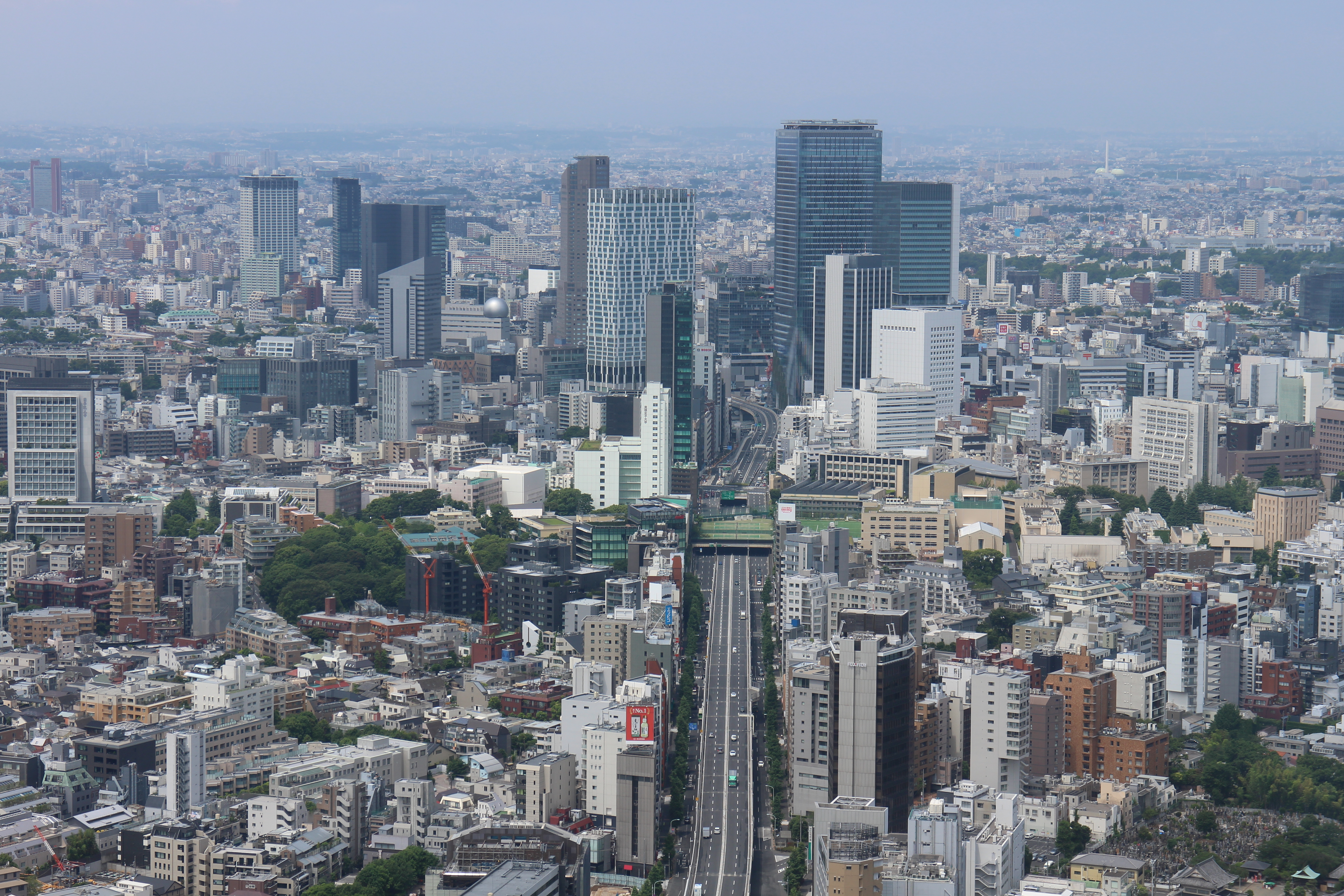
六本木ヒルズから見た首都高速3号渋谷線と渋谷の高層ビル群（2020年）

## 概要
新宿や池袋とともに東京の三大副都心の一つであり、渋谷駅を中心とした日本有数の繁華街・歓楽街である。主に渋谷駅北西側（ハチ公口）のセンター街方面に大規模な繁華街が広がっている。
若者の街として知られ、「東急百貨店」「西武百貨店」「渋谷パルコ」「109」「渋谷スクランブルスクエア」「MIYASHITA PARK」などのデパートやファッションビル・複合商業施設・飲食店などが高度に集積している。渋谷駅前には待ち合わせの名所である忠犬ハチ公の銅像があり、そのすぐ向かいは渋谷スクランブル交差点となっている。渋谷スクランブル交差点は世界的に高い知名度を誇り、国内外から多くの観光客が訪れる。JRのハチ公口からスクランブル交差点を渡ると渋谷センター街であり、渋谷の街で最も人通りが多いエリアである。かつては歩行者天国を行っていたが、2002年12月28日をもって廃止となった。また、渋谷駅は東京で最も重要なターミナル駅の1つであり、その利用者数は直通運転の乗客を含めて約330万人であり、新宿駅に次いで世界2位を誇る。
1885年に渋谷駅が日本鉄道（現在の山手線）の駅として開業した当時、周辺は田畑が広がる東京郊外の田舎の駅であり、そのため開業当時は利用者数が非常に少なかった。その後玉電を皮切りに複数の路線が乗り入れ、東京市南西部郊外のターミナル駅として発展していく。1923年に発生した関東大震災を契機として、被害が大きかった下町から山の手の郊外エリアに転居する人が増加し、渋谷駅の利用者数も増加した。かつて花街であった百軒店はその頃誕生し、当時は渋谷の中心街として栄えた。現在の東急（旧・東京急行電鉄）が関東初の駅直結のターミナルデパートである東横百貨店（のちの東急百貨店東横店）を開業するなど、戦前から東急グループは本拠地である渋谷の開発を精力的に行ってきた。しかし渋谷は街路が放射線状に広がり、更に坂や一方通行の小道が多い事から道路拡張は困難で、それら諸般の事情により開発業者は敬遠し、結果として新宿・池袋といった他の山手の繁華街に比べ街の発展が遅れをとる事となった。
日本では、1970年頃までは、「若者の街」「若者文化」の流行の発信地といえば、新宿であった。しかし1969年、ベトナム戦争への反戦運動として新宿駅の西口地下広場で行われていた無許可のフォークソング集会を警察が強制解散させ、その後の6月28日に若者達と機動隊が衝突して多数の逮捕者が出た「新宿西口フォークゲリラ事件」を機に、新宿に若者が集まることが困難となり、同時に若者からも新宿が忌避されるようになった。一方、1973年にパルコの旗艦店である渋谷パルコの開店があり、渋谷駅からPARCOを経て渋谷区役所・渋谷公会堂に至る「区役所通り」を「渋谷公園通り」と改称して再開発を実施したことで、日本における若者文化の歴史が大きく変化。その流れは「新宿から渋谷、または渋谷区全体へ」（つまり原宿、表参道、裏原宿、代官山方面も）と移り変わっていった。これは同時に、政治色の強いカウンターカルチャー（参考：1960年代のカウンターカルチャー）から商業主義的色彩の強いサブカルチャーへの変質でもあった。かつての東急グループとセゾングループ（西武流通グループ）が競争的に渋谷の開発を行うことで現在のような大規模な繁華街に発展してきた経緯をもつ（後述）。
2020年現在の渋谷駅周辺には渋谷109・東急百貨店本店・Bunkamura・渋谷スクランブルスクエア・渋谷ストリームなど、東急グループの商業・オフィス・文化施設などが多数集積し、俗に「東急村」と呼ばれることがある。駅からやや離れた円山町・道玄坂エリアの百軒店はかつては花街であり、現在は飲食店やライブハウス、ラブホテルなどが混在する歓楽街・ホテル街となっている。一方、円山町・道玄坂と隣接する松濤地区は繁華街の喧騒とは打って変わって、閑静な高級住宅街である。このように渋谷の街の中もエリアごとに特徴や性格が異なり、多様性に富んでいる。
近年はハロウィンの時期の迷惑行為・犯罪行為やゴミの問題が指摘され、2019年以降はハロウィン前後の期間でセンター街などの路上での飲酒を禁止するいわゆる「ハロウィン条例」が施行された。 なお、奥渋谷（松濤、富ヶ谷、神山町）は本条例による規制対象から外れ、引き続き路上飲酒が可能となっている。

多くのIT企業が集積していることからアメリカのシリコンバレーをなぞって「ビットバレー」とも呼ばれる。一時期、渋谷のオフィスで手狭になったことでGoogleやAmazonといった大手IT企業が流出し、大手のみならずスタートアップ企業も家賃が高騰した渋谷から五反田に移るなど、「IT企業の街」としての渋谷の地盤沈下が危惧された。一方で2010年代以降の東急グループ主導の再開発により、安価な高層オフィスビルを供給して、IT企業の呼び戻しを図っている。

## 地理
新宿が甲州街道に沿って尾根筋に生まれた“山の上の街”であるのに対し、渋谷は武蔵野台地を侵食する渋谷川（穏田川）・宇田川の合流地点に作られた“谷底の街”である。そのため渋谷には坂が多い。また谷両側の勾配は大変厳しく、例えば渋谷マークシティは谷底に1階の出入り口があるが、谷上部では4階からも出入りができる。
穏田川（渋谷川の上流部）、宇田川はいずれも現存しない。かつては両河川の下流であった渋谷川は源流を失い、渋谷駅南東（渋谷ストリーム北端付近、旧稲荷橋地点）に始まる形になっており、自然の水流はほとんどない。
現在の行政区分では周辺に代々木、神宮前（原宿）、代官山町、南青山 (港区)等の地域がある。

## 歴史

### 地名の由来
一説に、渋谷の名は、平安時代末期から戦国時代にかけて相模国高座郡の荘園であった渋谷荘（現在の神奈川県大和市渋谷および小田急江ノ島線高座渋谷駅周辺）を本貫とした武士の一族、渋谷氏宗家（相模渋谷氏）に由来する。
桓武平氏秩父氏の庶流河崎氏で武蔵国南部に住していた河崎重国は、応保年間（西暦1161年から1163年）に武蔵国荏原郡から相模国高座郡渋谷荘までを領有することとなり、渋谷荘司と称した（渋谷重国）。桓武平氏である重国は、源平合戦では初め平家に味方し治承四年八月二十三日（西暦1180年9月14日）の石橋山の戦いでも平家方の大庭景親についたが、源氏方の佐々木定綱兄弟らをかくまった縁で養和元年八月（西暦1181年9月から10月）に源頼朝に下って鎌倉政権下での所領を安堵され、その勢力範囲が確定した。この相模国渋谷という地名は、『吾妻鏡』治承四年八月二十六日条に「重国渋谷之館」とあるのが文献上の初出である。武蔵国渋谷は、金王八幡宮旧別当寺東福寺の宝永元年（西暦1704年）の銘がある梵鐘（区指定有形文化財）に、後冷泉天皇の御代（西暦1045年から1068年）には渋谷全体は谷盛庄と呼ばれ七郷に分かれていて、その一つが渋谷郷という名だったという伝承が見える。渋谷氏宗家は戦国時代に北条氏綱に滅ぼされ、その相模国・武蔵国の所領は後北条氏の支配下におかれたが、支流である薩摩渋谷氏の諸流（東郷平八郎を輩出した薩摩東郷氏など）は薩摩の有力一門として現在も命脈を保っている。
金王八幡宮の社伝も渋谷氏由来を支持するものの、河崎氏が渋谷氏を名乗る経緯については前記とはやや異なる説を伝えている。伝承によれば、秩父氏の平武綱が後三年の役の軍功で、武蔵国谷盛庄の地と河崎土佐守基家の名を賜り、寛治六年正月十五日（西暦1092年2月14日）には谷盛庄に八幡宮（現在の渋谷区金王八幡宮）を勧請した。さらに、基家の子である河崎重家が、禁裏の族を退治した功で堀河天皇から渋谷姓を下賜されて渋谷重家となり、八幡宮に渋谷城を築き居城した。前述の渋谷重国は、重家の子である（『畠山系図』）はずだが、社伝には現れない。代わりに、保元の乱や平治の乱、源平合戦の時代には、重家の別の息子である渋谷金王丸常光なる人物が活躍し（『平治物語』にも登場）、この半伝説的英雄にあやかって金王八幡宮と呼ばれるようになったという。こちらの伝承を採用すれば、時系列としては相模国渋谷の方が渋谷氏に倣って付けられたことになる。
なお、上記とは別に渋谷氏とは全く関係ないとする説もあり、『新編武蔵風土記稿』では「塩谷の里」が由来だとされている。

### 交通結節点としての発展
江戸時代には、大山街道（正式名は矢倉沢往還、現在の国道246号にほぼ一致）沿いの集落として栄え、駅の西側にある道玄坂上の円山町は宿場町となり、続く明治時代には花街となった。
1889年の市制施行時には、渋谷は東京市の市域に含まれておらず、東京市の郊外という位置づけであった。
渋谷の谷底の部分には、1885年に日本鉄道により山手線が開通した（のちの国鉄を経て、現在はJR東日本）。1911年にはその東側、都心方面寄りに東京市電が、1907年には西側に玉川電鉄（東急田園都市線及び世田谷線の前身の路面電車）が接続したことから、交通の結節点として発展してゆくこととなった。以後も1927年に東京横浜電鉄（現：東急東横線）、1933年に帝都電鉄（現：京王井の頭線）、1938年に東京高速鉄道（現：東京メトロ銀座線）と次々に新線が開通し、少しずつではあるものの、渋谷は東京郊外のターミナル駅として成長してゆくこととなる。
1932年には東京市の拡大に伴い、豊多摩郡渋谷町が東京市渋谷区となり、渋谷は東京中心部と南西部の接点としての役割をさらに強めた。
注目すべきことは、五島慶太の率いる東京横浜電鉄（現:東急）が、小林一三率いる大阪の阪神急行電鉄（現：阪急電鉄）の梅田駅の手法に倣って、1934年に渋谷駅にターミナルデパートである東横百貨店（現：東急百貨店東横店東館）を設けたことである。関東では池上電気鉄道（現：東急池上線）の五反田駅の白木屋（1928年）、東武鉄道・浅草雷門駅（現：浅草駅）の松屋（1931年）に続いて3番目、全国でも4番目となるターミナルデパートであった。それまで鉄道で渋谷に来た後に銀座・上野方面へ市電やバスで向かっていた東急沿線在住の客が、渋谷の自社店舗で買い物をするようになり成功を収めた。
1938年、前山久吉の所有していた三越株の譲渡の話が持ち上がった。そこで五島は東横百貨店を三越と合併させ、東横百貨店を三越の渋谷支店にしようと考えて10万株を購入した。しかし、三井財閥の中枢企業である三越の乗っ取りを阻止するために三井銀行は東京横浜電鉄への融資を停止。三井の要請を受けた三菱銀行頭取の加藤武男も、慶應閥の牙城だった三越の買収に手を貸せば非難が向くと判断して融資を停止した。五島慶太は三井・三菱を相手に戦いを挑まねばならなくなった。もちろん資金繰りは悪化し、慶應閥に大いに顔が利く小林一三に助力を依頼したが、小林には「渋谷のような片田舎 の百貨店がそんなことをするのは、蛙が蛇を飲み込むより至難」と諭された、と言われている。

### 戦後の復興

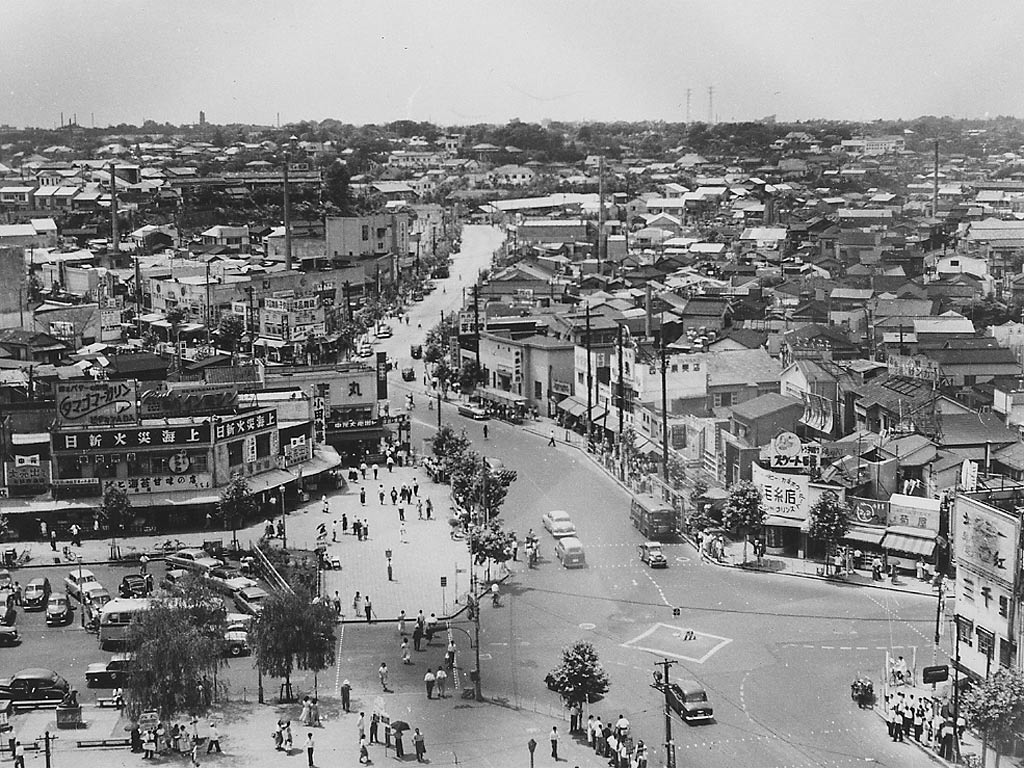
1952年（昭和27年）、現在の渋谷スクランブル交差点から西側方向を撮影。左下隅にはベンチに囲まれたハチ公の像が見える。

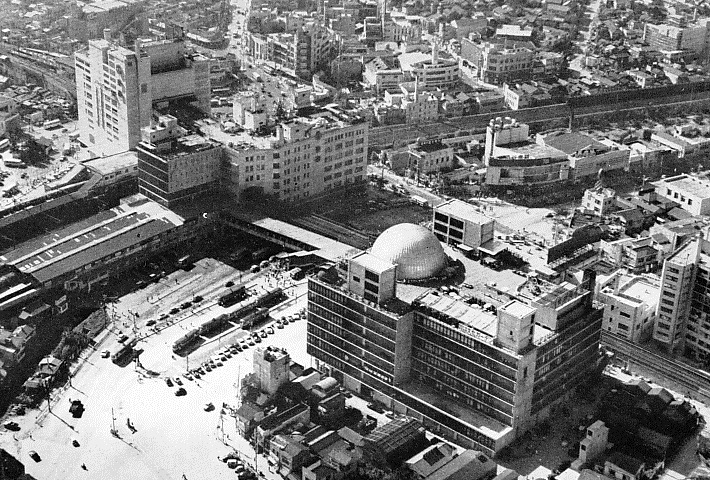
1960年頃、渋谷駅東口の上空から撮影。中央のドームは東急文化会館のプラネタリウム。右上から左下に斜めに横切るのは山手線。

第二次世界大戦（太平洋戦争）末期の1945年5月25日、渋谷はアメリカ空軍による東京大空襲（山の手大空襲）に遭い、渋谷駅と東横百貨店が全焼した。
戦後には、駅前の焼け跡に闇市が形成され、特に8月15日の日本降伏後は戦勝国の中華民国の国民となった在日台湾人の武装グループが台頭して、1946年には日本人暴力団や警察と衝突した渋谷事件も発生した。
その後、東京都は闇市に集う露天商の整理に取り組み始めた。飲食店の露店や屋台は渋谷駅の北、山手線の東側線路沿いに集約され、1950年に「のんべい横丁」が成立した。映画「恋文」の舞台となった恋文横丁もこのころに成立している。
また、1948年には戦時中の金属供出で姿を消した「ハチ公像」が再設置され、以後は渋谷西口のシンボルとして広く親しまれた。
戦後、1950年代になると渋谷での復興と新規開発が進んだ。その主導権は東急にあり、1954年に東急会館（旧：玉電ビル、現：東急百貨店東横店西館（閉店））、1957年に東急文化会館（現：渋谷ヒカリエ）、1965年に渋谷東急ビル（現：東急プラザ渋谷）、1967年には駅から離れた道玄坂に東急百貨店本店が設けられ、「東急の街」として発展していくこととなった。1957年には東急の子会社が運営し、かつて渋谷駅西口で物品販売をしていた露天商を店子とした渋谷地下街（しぶちか）が完成して、駅前の様相は大きく変化した。
1966年4月1日には住居表示の実施に伴い、渋谷区青葉町・美竹町・宮下町・上通一丁目・同二丁目・中通二丁目・同三丁目・並木町・金王町・神宮通一丁目・同二丁目・穏田二丁目・八幡通一丁目・同二丁目・常磐松町・緑岡町の各一部が、「渋谷一丁目～四丁目」に町名変更された。これらの旧町名は消滅したものの、現在も宮下公園や美竹公園、金王坂などの名称にその名残を見ることができる。

### 東急とセゾン系の競争
しかし郊外の一ターミナル駅に過ぎなかった渋谷が、現在のような都内有数の繁華街にして若者の街となるのは1975年以降であった。セゾングループ（当時は「西武流通グループ」）系列の西武百貨店が1968年に渋谷へ進出したことを皮切りに、続く1973年の渋谷PARCO開店が、今日の渋谷につながる発展の契機となった。以降は渋谷の街を舞台に、東急と西武による熾烈な開発競争が繰り広げられることになる。
1970年頃までは、若者の街、若者文化の流行の発信地といえば新宿であった。その一例として1969年に、当時のベトナム戦争反対運動と学生運動の高揚を背景に、新宿駅西口地下広場で展開された反戦フォークゲリラ運動がある。当時の新宿における若者文化は、そうしたカウンターカルチャーを背景としたものであった。渋谷においても渋谷暴動事件が発生した。
1970年代になると若者の街としての流行発信地が新宿から渋谷へ移動し、若者文化の歴史を大きく変えた。この影響で渋谷だけではなく、渋谷区内の原宿、表参道、代官山、裏原宿などを含めた地域全体に大きな変化が訪れることになる。
社長の堤清二の理想主義的経営を展開したセゾングループにより、1973年に開店した渋谷PARCOは、その後は1980年代の好景気を背景に、糸井重里作の「おいしい生活」などの斬新なキャッチコピーに代表されるように、大衆文化の質自体を「消費文化」へと作り替えた。また早くから渋谷の開発を進めてきた東急グループも、若者向けの店舗として東急ハンズや109を開店して対抗し、「箱根山戦争」などの観光開発で展開された「東急VS.西武」の対決が渋谷の街の流通部門でも繰り広げられることとなった。こうして新宿に代わり若者の街となった渋谷は「消費文化」のシンボル的な都市として注目を浴びた。
東急百貨店本店開業後、東急は店舗前の通り名を「栄通り」から「東急本店通り」に変更、後年には「文化村通り」へと変え、同時に再開発も進めることで現在の街並みが形作られていった。また、渋谷区役所がパーキングメーターを廃止して歩道幅を拡張したのを機に、区民から名称を募集して渋谷パルコの面する「区役所通り」を「渋谷公園通り」へ変更した（パルコはイタリア語で「公園」の意味）。
旧セゾン系
- 西武渋谷店 - 1968年
  - 西武SEED館（現：モヴィータ館） - 1986年
  - ロフト館（現：渋谷ロフト） - 1987年
  - キッズファームパオ - 1990年代前半
- 西武劇場（のちにPARCO劇場へ改名） - 1973年
- 渋谷PARCO
  - part1（1973年）
  - part2（1975年）
  - part3（1981年）
  - QUATTRO（1988年）
    - 渋谷PARCOは建て替え工事を行い、part1とpart3を統合して2019年11月にリニューアルオープンした。
- THE PRIME - 1985年

東急系
- 東急百貨店
  - 東横店（1934年）・東横店別館123（1990年）-渋谷駅周辺の大規模再開発に伴い、2020年に閉店。
  - 本店（1967年）・本店別館クロワゼしぶや（1996年）-2023年に閉店。
- 東急文化会館 - 1956年
  - 天文博物館五島プラネタリウム - 1957年
- 東急プラザ渋谷 - 1965年（旧渋谷東急ビル、1969年より「渋谷東急プラザ」）
  - 建て替えのため解体後、渋谷フクラスを建設し東急プラザ渋谷として再出店。
- ファッションコミュニティー109（現：SHIBUYA 109） - 1979年
  - 109-2 (現: MAGNET by SHIBUYA 109) - 1987年
  - ONE-OH-NINE - 1986年
  - ONE-OH-NINE 30's
- Bunkamura - 1989年
- QFRONT - 1999年
- 渋谷マークシティ - 2000年：京王電鉄・帝都高速度交通営団（現:東京メトロ）と共同開発。
- セルリアンタワー - 2001年
- 渋谷ヒカリエ - 2012年：東急文化会館跡地に建設。
- 渋谷ストリーム - 2018年
- 渋谷スクランブルスクエア - 2019年 (東棟）：JR東日本・東京メトロと共同開発。

### 南口の発展
東急電鉄、次いで西武百貨店（セゾン）による資本投下と競合により、商業施設の立地が早くから進行した西口に対し、渋谷三丁目に設けられた新南改札（新南口）周辺の発展は違う形となった。1996年、JR東日本は埼京線を延伸開業したが、用地の関係で従来の山手線ホームに横付けできず、渋谷駅での同線ホームは南側に離れた以前の山手貨物線駅ホーム跡地に設置された。これによりJRは新南改札を設置し、2001年には同改札と一体となるホテルメッツ渋谷を開業した。
従来、渋谷駅の東口から南東側（恵比寿駅方面）に進むこの地域は、明治通りに沿って比較的低層のビルや商店が並び、それ以外は住宅地だったが、この新南改札設置により利便性が向上し、山手貨物線駅ホーム跡地を中心に高層のオフィスビルが建設され、業務利用地としての活用が進んだ。その後、埼京線渋谷駅には湘南新宿ラインの運転や東京臨海高速鉄道りんかい線との直通運転も開始され、埼京線沿線の新宿・池袋・大宮・川越だけでなく、神奈川県の横浜・湘南や東京の臨海副都心などとも結ばれ、さらには成田エクスプレスにより千葉県の成田空港にも鉄道で直行が可能となり、海外からのアクセスも向上した。

### 100年に一度の再開発
1990年代に定着した渋谷=チーマーの街のイメージから脱却し大人を呼び戻すべく、「シブヤがおとなになる日」をキャッチコピーに、2000年4月に京王井の頭線渋谷駅の駅ビルとして渋谷マークシティが開業。一方で2000年代渋谷はギャル文化の地としても知られた。また、2003年に東急文化会館が閉店、2008年に東京メトロ副都心線渋谷駅が開業するなど再開発が続いた。
2013年に東急東横線渋谷駅が地下化したのを契機に各線の渋谷駅の改良工事や東急及び東急不動産が主導してそれに伴う周辺地域の大規模な都市再開発を行っており、その規模は「100年に一度」と言われる。2012年の渋谷ヒカリエ完成以降、渋谷ストリームや渋谷スクランブルスクエアといった、オフィス併設の複合商業施設を次々と建設している。都心3区（千代田区・港区・中央区）や西新宿を擁する新宿と比較するともともとの渋谷のオフィスビルの集積はそれほど多くはなかったが、再開発により渋谷の高層ビル化及びIT企業を中心としたオフィス機能の強化が進んでいる。
スーモ「関東版住みたい街ランキング」では2016年に10位（2018年は11位）など上位にランクインし、賃貸マンションなどの建設も相次いだ一方、学生の渋谷離れや原宿の台頭も起きており、もはや「若者の街」ではなく「中高年の街」ではないかと言われている。
2020年には「南渋谷駅」とも揶揄されていた埼京線ホームが山手線と並ぶ位置に移動し、他路線との乗換時間が短縮された。2020年春のホーム移動後は新南改札を閉鎖する方向でJR東日本が渋谷区との調整を進めていることが2015年9月に報道された。これに対し、渋谷区は現在の西口よりもさらに南になる国道246号の南側に自由通路を作り、ここにJRの改札口を新設することで、新南改札とは山手線によって分断されている桜丘町南部・鶯谷町方面も含めた周辺地域全体の利便性を確保するとしている。
再開発は好意的な意見だけでなく、反対運動も起きている。宮下公園ではホームレス排除による市民団体の抗議に対し、行政代執行が行われた。付近の宮益坂地域再開発でも抗議活動が行われている。
外国人観光客は劇的に増加した一方、オーバーツーリズム、外国人観光客とクリエイティブワーカーに特化した街づくりという批判もある。
再開発全体の完成としては2027年を予定しており、渋谷は大きな変化を遂げている。

### 町名の変遷
| 実施後     | 実施年月日                | 実施前（特記なければ各町名ともその一部）                                                                         |
| ---------- | ------------------------- | --- |
| 渋谷一丁目 | 1966年（昭和41年） 4月1日 | 青葉町（全域）、美竹町（全域）、宮下町（全域）、神宮通二丁目（全域）、穏田二丁目（全域）、上通一丁目、上通二丁目 |
| 渋谷二丁目 | 1966年（昭和41年） 4月1日 | 中通三丁目、並木町、八幡通一丁目、金王町、上通一丁目、上通二丁目                                                 |
| 渋谷三丁目 | 1966年（昭和41年） 4月1日 | 中通二丁目、中通三丁目、並木町、八幡通一丁目、八幡通二丁目、金王町                                               |
| 渋谷四丁目 | 1966年（昭和41年） 4月1日 | 常磐松町、八幡通一丁目、緑岡町、上通一丁目                                                                       |

### 都市計画
- 渋谷スクランブルスクエア (渋谷駅街区開発計画)
2013年6月17日、渋谷駅周辺地区の都市計画の内容が、東京急行電鉄（株）、東日本旅客鉄道（株）、東京地下鉄（株）、道玄坂一丁目駅前地区市街地再開発準備組合、東急不動産（株）によって発表された[39]。
  - 敷地面積 - 約15,300m²
  - 延床面積 - 約270,000m²
  - 用途 - 事務所、店舗、駐車場
  - 東棟 - 地上46階、地下7階建て、高さ約230m、開業2020年
  - 中央棟 - 地上16階、地下2階建て、高さ約61m、開業2027年
  - 西棟 - 地上13階、地下5階建て、高さ約76m、開業2027年
- 渋谷ストリーム (渋谷駅南街区プロジェクト (渋谷3丁目21地区))
2013年6月 都市計画決定告示
  - 敷地面積 - 約7,100㎡
  - 延床面積 - 約117,500㎡
  - 用途 - 事務所、店舗、ホテル、駐車場等
  - 地上33階、地下5階、高さ約180m
- 渋谷フクラス (道玄坂一丁目駅前地区第一種市街地再開発事業)
2013年6月 都市計画決定告示
  - 敷地面積 - 約3,300㎡
  - 延床面積 - 約59,000㎡
  - 用途 - 事務所、店舗、駐車場等
  - 地上18階、地下4階、高さ約104m
- Shibuya Sakura Stage（渋谷駅桜丘口地区第一種市街地再開発事業）
2014年6月 都市計画決定告示
  - 敷地面積 - 約16,900㎡
  - 延床面積 - 約254,830㎡
  - A街区（SHIBUYAサイド）
    - 用途 - 事務所、店舗、駐車場等
    - 地上39階、地下4階、高さ約180m
    - 竣工 - 2023年11月30日予定[40]

  - B街区（SAKURAサイド）
    - 用途 - 住宅、事務所、店舗、駐車場
    - 地上29階、地下2階、高さ約133m
    - 竣工 - 2023年11月30日予定[40]

  - C街区（日本基督教団中渋谷教会）
    - 用途 - 教会
    - 地上4階、高さ17m
    - 竣工 - 2020年5月
- 渋谷アクシュ（渋谷二丁目17地区第一種市街地再開発事業）
2019年1月 都市計画決定告示
  - 敷地面積 - 約2,400㎡
  - 延床面積 - 約45,000㎡
  - 用途 - 事務所、店舗、駐車場等
  - 地上23階、地下2階、高さ約120m

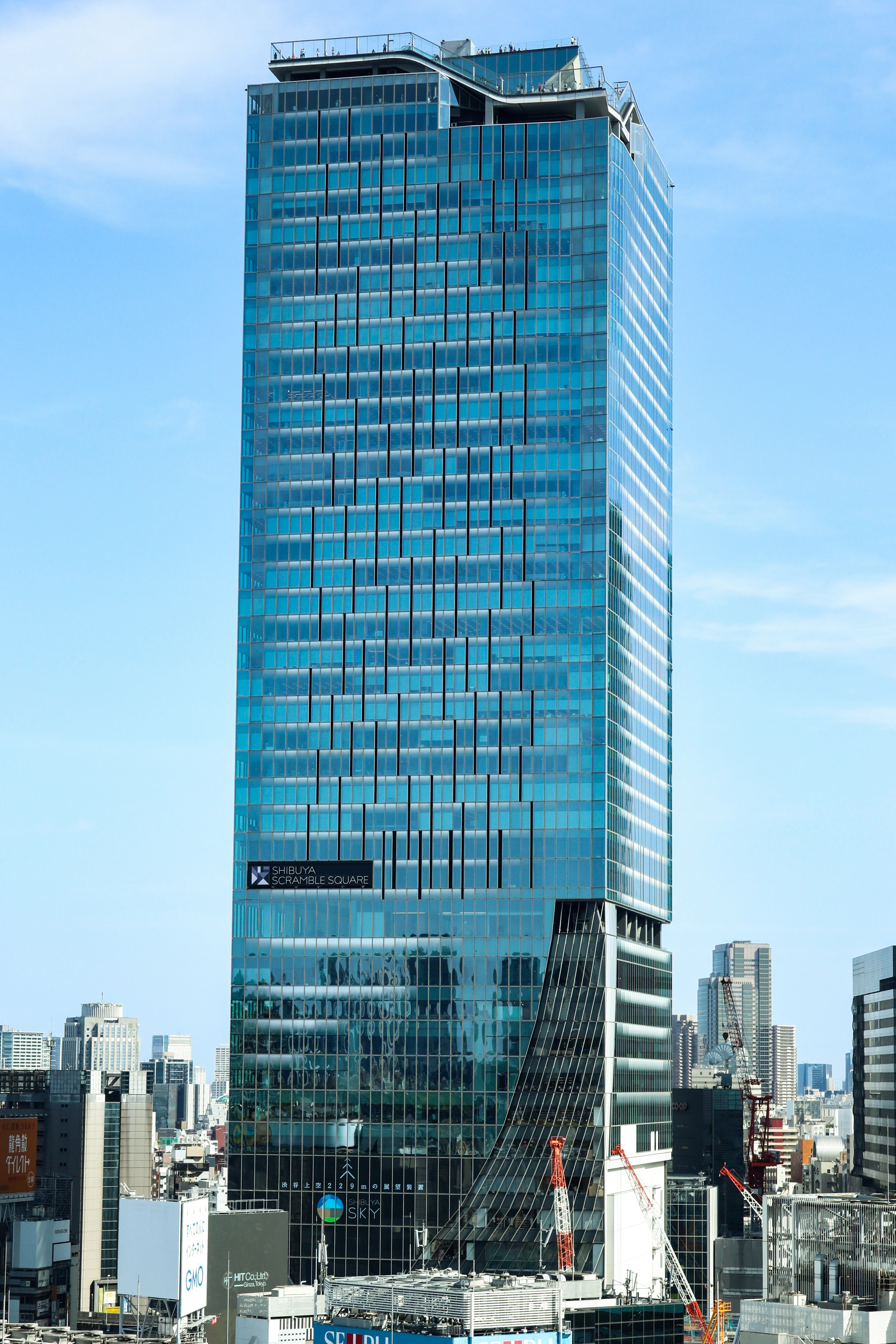
「渋谷スクランブルスクエア」東棟外観（2023年5月5日撮影）
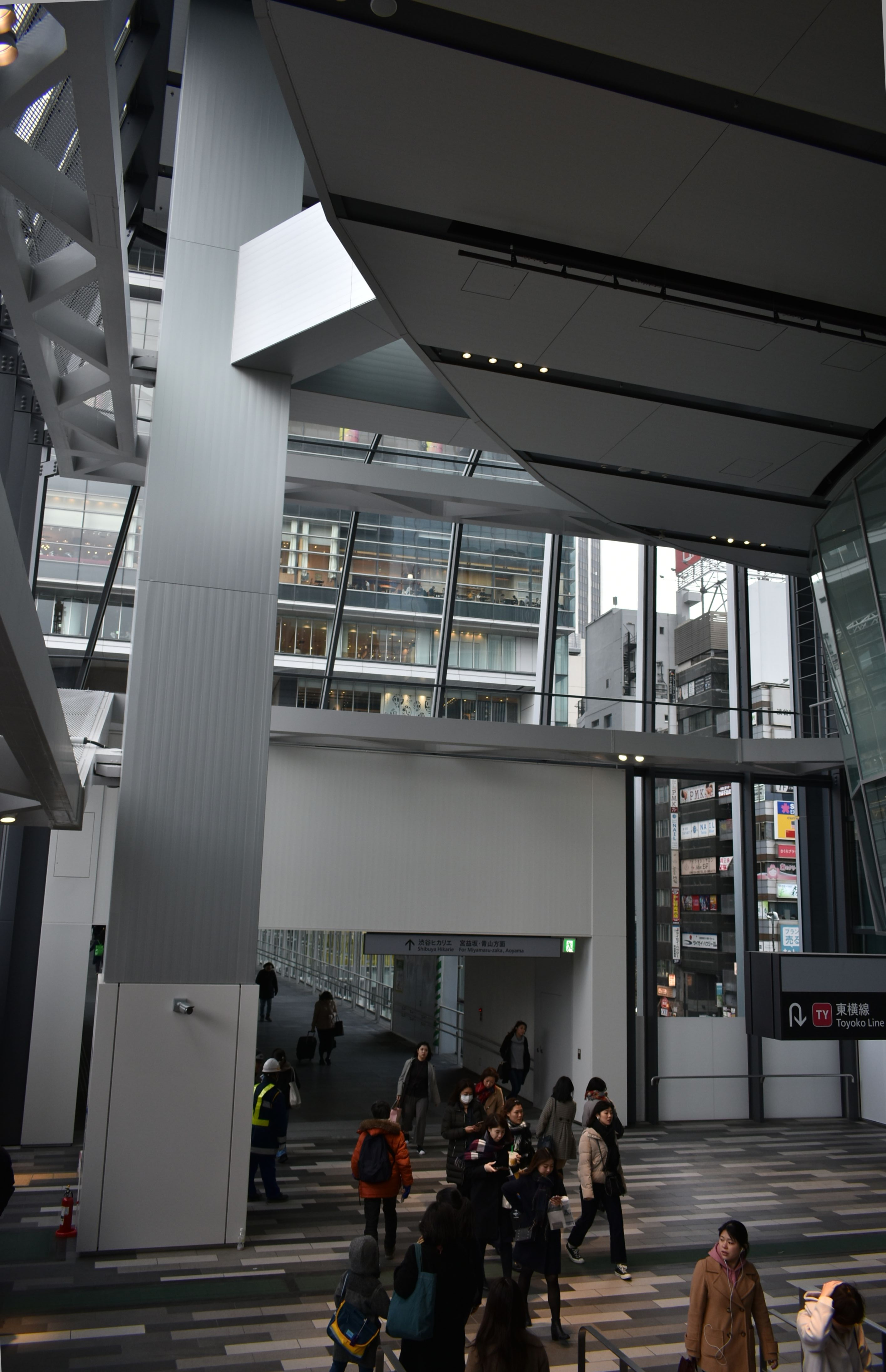
同左、「渋谷ヒカリエ」方向のコンコース（2019年1月26日撮影）

## 世帯数と人口
2024年（令和6年）12月1日現在（渋谷区発表）の世帯数と人口は以下の通りである。
| 丁目       | 世帯数    | 人口    |
| ---------- | --------- | ------- |
| 渋谷一丁目 | 1,169世帯 | 2,000人 |
| 渋谷二丁目 | 511世帯   | 710人   |
| 渋谷三丁目 | 619世帯   | 814人   |
| 渋谷四丁目 | 278世帯   | 518人   |
| 計         | 2,577世帯 | 4,042人 |

### 人口の変遷
国勢調査による人口の推移。
| 年                 | 人口  |
| ------------------ | ----- |
| 1995年（平成7年）  | 3,064 |
| 2000年（平成12年） | 2,922 |
| 2005年（平成17年） | 3,594 |
| 2010年（平成22年） | 3,324 |
| 2015年（平成27年） | 4,074 |
| 2020年（令和2年）  | 4,526 |

### 世帯数の変遷
国勢調査による世帯数の推移。
| 年                 | 世帯数 |
| ------------------ | ------ |
| 1995年（平成7年）  | 1,553  |
| 2000年（平成12年） | 1,596  |
| 2005年（平成17年） | 2,134  |
| 2010年（平成22年） | 2,006  |
| 2015年（平成27年） | 2,565  |
| 2020年（令和2年）  | 2,942  |

## 学区
区立小・中学校に通う場合、学区は以下の通りとなる（2023年3月時点）。
| 丁目       | 番地                      | 小学校               | 中学校             | 調整区域による変更可能校                                     |
| ---------- | ------------------------- | -------------------- | ------------------ | ------------------------------------------------------------ |
| 渋谷一丁目 | 全域                      | 渋谷区立神南小学校   | 渋谷区立松濤中学校 | 渋谷区立神宮前小学校 渋谷区立常磐松小学校                    |
| 渋谷二丁目 | 13～24番                  | 渋谷区立神南小学校   | 渋谷区立松濤中学校 | 渋谷区立神宮前小学校 渋谷区立常磐松小学校                    |
| 渋谷二丁目 | 1〜12番                   | 渋谷区立常磐松小学校 | 渋谷区立鉢山中学校 | 渋谷区立広尾中学校                                           |
| 渋谷三丁目 | 1～3番 12～15番 24～26番  | 渋谷区立常磐松小学校 | 渋谷区立鉢山中学校 | 渋谷区立広尾中学校                                           |
| 渋谷三丁目 | 4〜11番 16〜23番 27〜29番 | 渋谷区立神南小学校   | 渋谷区立松濤中学校 | 渋谷区立神宮前小学校 渋谷区立常磐松小学校 渋谷区立鉢山中学校 |
| 渋谷四丁目 | 全域                      | 渋谷区立常磐松小学校 | 渋谷区立鉢山中学校 | 渋谷区立広尾中学校                                           |

## 渋谷を特徴づけるもの

### 文化

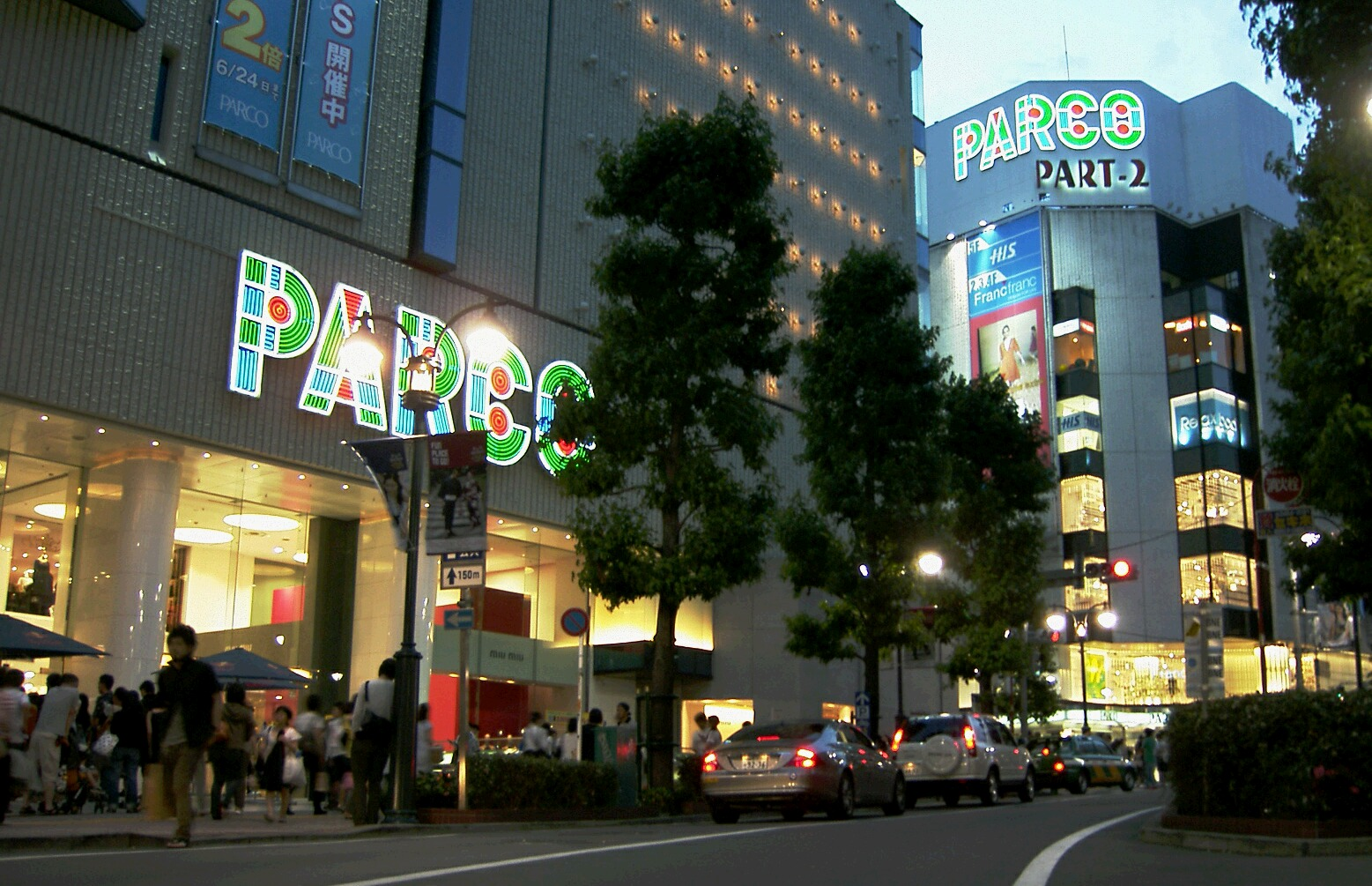
渋谷・公園通り

PARCO劇場（2016年閉場、2019年再開業）、クラブ・クアトロ、シネクイント（2016年閉館、2018年移転再開業）、シネセゾン渋谷、スタジオパルコなど、ライブハウスや劇場、映画館が多く、映画祭や音楽祭も開催される。ユーロスペースやル・シネマ（Bunkamura）など作家性にこだわった個性的な作品を上映するミニシアターも多く、新宿や池袋と比べると大規模なシネマコンプレックス（シネコン）は比較的少ない。篠山紀信写真展など多くの企画展を開催してきたパルコミュージアム（2007年閉館、2019年復活）、新しい情報発信スペースのパルコファクトリー、ロゴスギャラリーなどでも、アートから社会性の高いテーマまでを扱った様々な企画展示をしている。「TOKYO FM渋谷スペイン坂スタジオ」などラジオ局のサテライトスタジオもある。東急は東急文化会館（現:渋谷ヒカリエ）跡地に都内最大規模のミュージカル劇場である東急シアターオーブを開場した。

### ファッション

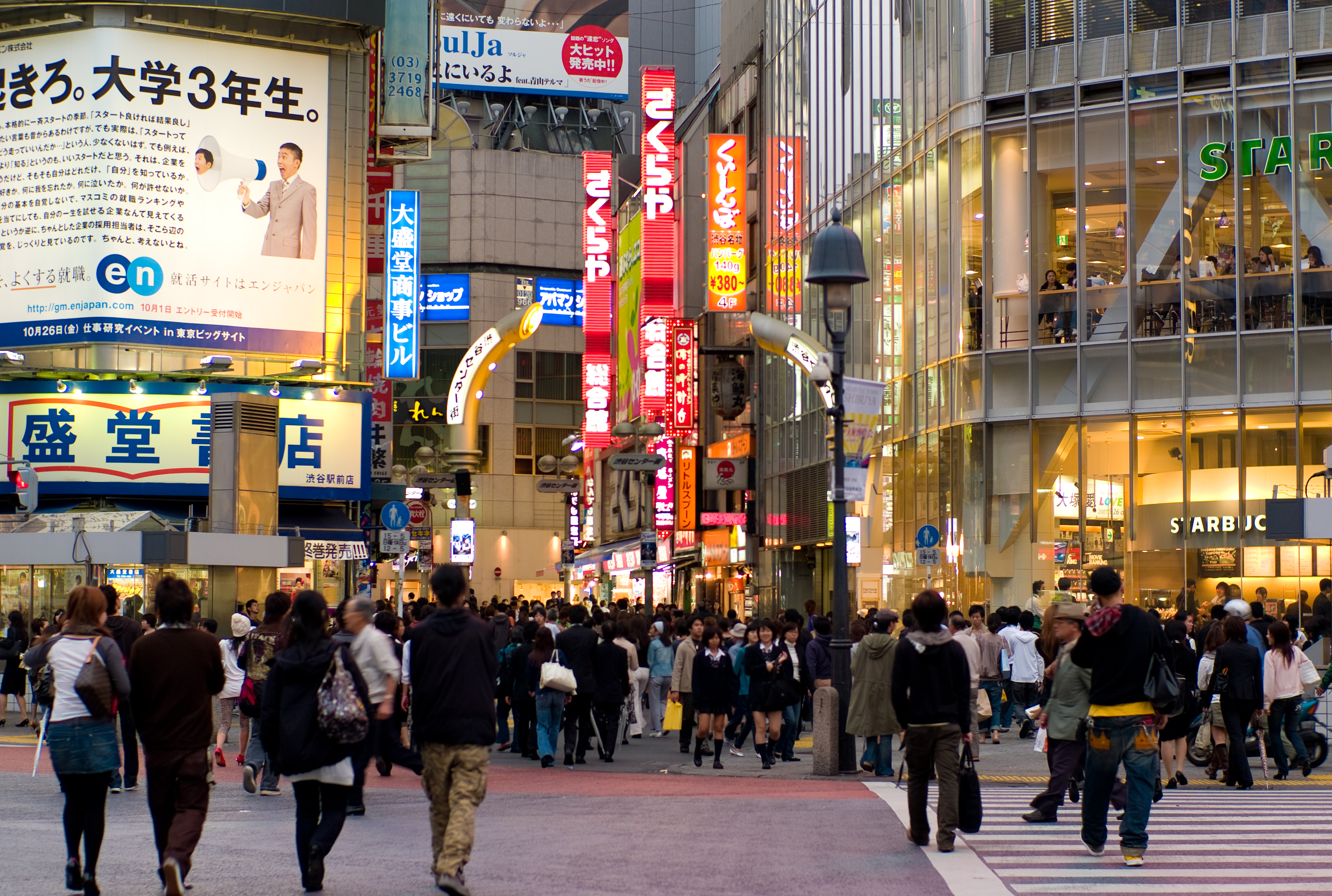
渋谷センター街

1970年代から、PARCO・OIOI（マルイ）の進出やシブヤ109の誕生などで、若者のファッション文化の発信の地として原宿・表参道、裏原宿、代官山と並ぶ地位を確立していた。渋谷パルコはパルコの旗艦店であり、渋谷文化の代名詞的存在であった。1980年代後半から1990年代前半にかけてアメカジ（アメリカンカジュアル）スタイルをベースとした渋カジ（渋谷カジュアル）が若者の間で一世風靡した。これは日本で初めてのストリート生まれのファッショントレンド（ストリートファッション）であり、渋谷の若者が発信者となり全国的に流行が広まっていった。
1990年代にはギャルブームやメディアに盛んに取り上げられたことで、さらに情報発信源として注目されるようになった。また、この時代に109を中心に「カリスマ店員」と呼ばれる高い人気を誇るアパレルショップの店員も現れた。百貨店の主たる顧客層の20・30代のOLが大人のファッションをリードし、10代の女性は109やパルコ、路面店などで服を買い求めギャルファッションをリードした。特に109はギャル文化の聖地と言われた。ギャルファッションが男性に波及したギャル男ファッションや、お兄系と呼ばれるファッションも渋谷から広がり、全国区になった。ルーズソックスや厚底ブーツも同様に渋谷発のトレンドである。ギャルファッションのイベントとして、渋谷コレクションが知られている。2010年代以降はギャル系のファッション雑誌が廃刊するなど、ギャル文化は下火となっている。
センター街を中心にZARA・H&M・ユニクロなどのファストファッションの店舗が集中している。また、駅からやや離れた神南エリアには大手セレクトショップや有名ブランドの路面店が密集している。百貨店やルミネに代表されるファッションビルなど駅直結の大型商業施設が高い売上を持つ新宿や池袋と比べて、原宿と同様に路面店が強いとされてきた。ギャル文化の衰退以降、渋谷発のファッショントレンドは生まれておらず、代名詞であった渋谷109は 2009年度の286.5億円をピークに売り上げは減少している。中目黒などの台頭もあり、渋谷の「ファッションの街」としての相対的な地位はかつてと比べると低下している現状があり、ファッションにおける流行の発信基地の役割は原宿・表参道（青山も含む）、裏原宿、代官山などに譲っている。2019年・2020年には渋谷パルコ、渋谷スクランブルスクエア、MIYASHITA PARKなどのハイブランドやデザイナーズブランドが入居する感度の高いファッションビル・複合商業施設が開業・リニューアルしており、盛り返しを図っている。

### IT
IT関連のベンチャー企業が駅南の桜丘町を中心に集っており、国土交通省の調査によるとソフト系IT産業の事業所数は、千代田区、港区に次いで3位であり、駅別では渋谷駅は、秋葉原駅に次いで2位であった。こうしたことなどにより1999年初、「渋」(bitter) と「谷」(valley) を1文字ずつ英語に訳した "bitter valley"と、情報量の単位の「ビット」から、アメリカ合衆国のシリコンバレーになぞらえて「ビットバレー」と呼ばれるようになった。
2001年にはGoogle日本法人も渋谷（東急セルリアンタワー）に進出したが、手狭になったことなどから2010年に六本木へ移転。2012年にはAmazon.co.jpが本社を渋谷から目黒へ移した。また、オフィス不足から家賃が高騰した渋谷を避けて、家賃水準が安い五反田を選ぶスタートアップ企業が増加した。渋谷地区を基盤とする東急グループは、再開発に合わせてIT産業の再集積を企図。2012年完成の渋谷ヒカリエにはディー・エヌ・エー (DeNA) が入居したほか、Google日本法人は渋谷ストリームへの2019年移転を決めた。2019年にはミクシィが渋谷スクランブルスクエアへのオフィス集約を予定している。東急はこうしたIT大手の誘致だけでなく、スタートアップ（ベンチャー企業）を支援する東急アクセラレートプログラム (TAP) を2015年に開始した。このようにして東急グループは「ITの街渋谷」の復権を目指している。

### 主なイベント
- 渋谷・表参道 Women’s Run
- 渋谷・鹿児島おはら祭
- 渋谷ファッションウイーク
- タイフェスティバル
- 東京レインボープライド

## 事業所
2021年（令和3年）現在の経済センサス調査による事業所数と従業員数は以下の通りである。
| 丁目       | 事業所数    | 従業員数 |
| ---------- | ----------- | -------- |
| 渋谷一丁目 | 1,249事業所 | 24,919人 |
| 渋谷二丁目 | 1,512事業所 | 37,766人 |
| 渋谷三丁目 | 850事業所   | 29,492人 |
| 渋谷四丁目 | 76事業所    | 4,204人  |
| 計         | 3,687事業所 | 96,381人 |

### 事業者数の変遷
経済センサスによる事業所数の推移。
| 年                 | 事業者数 |
| ------------------ | -------- |
| 2016年（平成28年） | 3,146    |
| 2021年（令和3年）  | 3,687    |

### 従業員数の変遷
経済センサスによる従業員数の推移。
| 年                 | 従業員数 |
| ------------------ | -------- |
| 2016年（平成28年） | 72,118   |
| 2021年（令和3年）  | 96,381   |

## 主な施設
渋谷駅東口周辺
- 渋谷スクランブルスクエア東棟(東急百貨店東横店東館跡地)
  - SHIBUYA SKY
- 渋谷ヒカリエ
- 渋谷警察署
- 渋谷のんべい横丁
- MIYASHITA PARK（渋谷区立宮下公園）
- 渋谷TOEI
- ビックカメラ渋谷東口本館
- 渋谷東急REIホテル[注釈 7]

渋谷駅西口周辺
- 渋谷センター街
- 渋谷スクランブル交差点
- 渋谷フクラス（東急プラザ渋谷）
- 渋谷マークシティ
- モヤイ像
- ハチ公前広場
- しぶちか（渋谷地下街）
- MAGNET by SHIBUYA 109（前109MEN'S、旧109-Part2）
  - 三千里薬品
  - 天津甘栗
- シブヤ西武（A館）
- QFRONT
  - シブヤ ツタヤ
  - スターバックス シブヤ ツタヤ店[注釈 8]
- 渋谷駅前ビル
  - ロクシタン渋谷店
  - ガスト渋谷駅前店[注釈 9]
- 渋谷西村フルーツパーラー道玄坂店（渋谷西村總本店）

渋谷センター街方面
- QFRONT
- 大盛堂書店[注釈 10]
- 三平酒寮渋谷店
- ダイワ靴店渋谷2号店[注釈 11]
- ABCマート Grand Stage渋谷店[注釈 12]
- マクドナルド渋谷センター街店[注釈 13]
- カラオケルーム歌広場渋谷センター街本館[注釈 14]
- カラオケ館渋谷本店[注釈 15]
- IKEA渋谷[注釈 16]

井の頭通り方面
- シブヤ西武（A館・B館）
- 渋谷ロフト
- ZARA渋谷店[注釈 17]
- リーバイス®ストア渋谷店
- ジーンズメイト渋谷店
- ザ・ボディショップ渋谷店
- ゼンモール（サカゼン）
- ちとせ会館（居酒屋、飲食店その他が入居する複合商業施設）
- 渋谷警察署宇田川交番
- Francfranc渋谷店 (2019年移転し、同社の別ブランドが開店)
- UNIQLO渋谷スペイン坂店（2019年閉店）
- ベイプストア (BAPE STORE) 渋谷[60]
- 渋谷BEAMビル
  - ヨシモト∞ホール
  - アニメイト渋谷
  - まんだらけ渋谷店
  - イシバシ楽器渋谷店
  - 渋谷BEAM（レコード店）
- HMV record shop 渋谷（レコード店）[注釈 18]
- マンハッタンレコード（レコード店）
- CLUB QUATTRO
- 渋谷チェルシーホテル（CHELSEA HOTEL、ライブハウス）
- ハンズ渋谷店
- ザ・ダイソー渋谷センター街店
- キャンドゥ渋谷井ノ頭通り店
- サンマルクカフェ渋谷井の頭通店[注釈 19]
- サイゼリヤ渋谷東急ハンズ前店[注釈 20]

公園通り・神南方面
- 渋谷PARCO
- hotel koé tokyo（HP 、渋谷PARCO part2跡）
- ヒューマックスパビリオン渋谷公園通り（複合商業施設）
  - ディズニーストア渋谷公園通り店
  - 渋谷HUMAXシネマ
  - カラオケパセラグランデ渋谷店[注釈 21]
  - かに道楽渋谷公園通り店
- Apple 渋谷
- Supreme Shibuya
- BEAUTY&YOUTH UNITED ARROWS 渋谷公園通り店
- オニツカタイガー渋谷
- ビームス各店舗[注釈 22]
- アーバンリサーチ神南店[注釈 23]
- ハレ渋谷店
- RAGTAG 渋谷店（古着屋）[注釈 24]
- ルークス ロブスター PARK STREET店[61]
- æ (ash) zero-waste cafe & bar[62]
- 楽天カフェ
- アイア 2.5 シアタートーキョー（多目的ホール）
- 渋谷エッグマン（ライブハウス）
- 桑沢デザイン研究所
- 北谷稲荷神社
- 渋谷東武ホテル
- 東京山手教会
- 日本アムウェイ本社ビル
- 渋谷区役所
- 渋谷公会堂
- 渋谷税務署
- 日本放送協会（NHK）
  - NHK放送センター（協会本部）
  - NHKホール
  - みんなの広場ふれあいホール
  - NHKスタジオパーク (2020年閉館)
  - 放送センター内郵便局
- 代々木公園
  - 国立代々木競技場
- SHIBUYA BOXX

ファイヤー通り方面
- 渋谷マルイ（旧マルイジャム渋谷）
- 渋谷モディ（旧マルイシティ渋谷）
- タワーレコード渋谷店
- 渋谷神南郵便局
- シダックスカルチャービレッジ（旧電力館）
- アクネ ストゥディオズ シブヤ (ACNE STUDIOS SHIBUYA)[注釈 25]
- キャサリン・ハムネット・ロンドン (KATHARINE HAMNETT LONDON) 渋谷ファイヤー通り店
- リーガル・シュー・アンド・カンパニー (REGAL Shoe&co.)
- クラークス (Clarks) 渋谷店[注釈 26]
- ノーチェ (NOCE) 渋谷店（インテリア家具店）
- ニトリ渋谷公園通り店
- 一蘭渋谷店[注釈 27]
- ドトールコーヒーショップ渋谷神南1丁目店[注釈 28]
- ハローワーク渋谷
- 渋谷消防署

宮下公園・キャットストリート周辺、明治通り原宿方面
- MIYASHITA PARK（宮下公園）
- 渋谷TOEI
- ビックカメラ渋谷東口本館
- 渋谷東急REIホテル
- cocoti
  - トゥモローランド渋谷本店
  - ディーゼル (DIESEL) 渋谷
- ピンクドラゴン[63]
- アメリカンアパレル渋谷メンズ館（2015年8月閉店）[注釈 29]
- ブリティッシュ・スクール・イン・東京[注釈 30]
- 渋谷教育学園渋谷中学校・高等学校[注釈 31]

文化村通り方面
- Bunkamura
  - オーチャードホール
  - シアターコクーン
  - ル・シネマ
- MEGAドン・キホーテ渋谷本店（旧ONE-OH-NINE）
- H&M渋谷店（旧ONE-OH-NINE 30's[注釈 32]）
- 渋谷松濤郵便局

道玄坂方面
- SHIBUYA 109
- ザ・プライム
  - UNIQLO渋谷道玄坂店
- 渋東シネタワー
- ベルサール渋谷ガーデン[注釈 33]
- 渋谷ソラスタ
- 渋谷道玄坂郵便局

円山町方面
- 百軒店（ラブホテル街）
- Shibuya O-EAST、O-Crest
- Shibuya O-WEST、O-nest
- WOMB
- ユーロスペース
- 井の頭線神泉駅

桜丘町方面
- セルリアンタワー
  - セルリアンタワー東急ホテル
- 渋谷インフォスタワー
- 東急本社
- 渋谷桜丘郵便局

宮益坂・青山通り（国道246号）方面
- 渋谷ヒカリエ
- 渋谷郵便局
  - ゆうちょ銀行渋谷店
- マザーズハローワーク東京
- 渋谷クロスタワー（旧東邦生命ビル）
- キユーピー本社ビル
- マリークヮントコスメチックス[注釈 34]
- 青山学院大学
- 国際連合大学

六本木通り方面
- 渋谷警察署
- 金王八幡宮
- ベルサール渋谷ファースト[注釈 35]
- 青山学院中等部・高等部
- 青山学院初等部[注釈 36]
- 実践女子大学渋谷キャンパス
- 実践女子学園中学校・高等学校

渋谷駅新南口・並木橋周辺、明治通り恵比寿方面
- 渋谷ストリーム（2018年9月13日開業）
- Shibuya Sakura Stage（2023年11月30日開業予定）
- 渋谷ブリッジ（2018年9月13日開業）
- ホテルメッツ渋谷
- 東急ステイ渋谷新南口
- 渋谷三郵便局（渋谷３丁目）
- トランスコスモス本社ビル
- 村田製作所東京支社ビル
- 渋谷清掃工場
- ウインズ渋谷
- ライフ渋谷東店（総合スーパーマーケット）
- ツルハドラッグ渋谷東店（2023年にザ・ダイソー ローソンストア100渋谷店跡に開店）
- 渋谷区立常磐松小学校
- 國學院大學渋谷キャンパス

渋谷にある主な施設
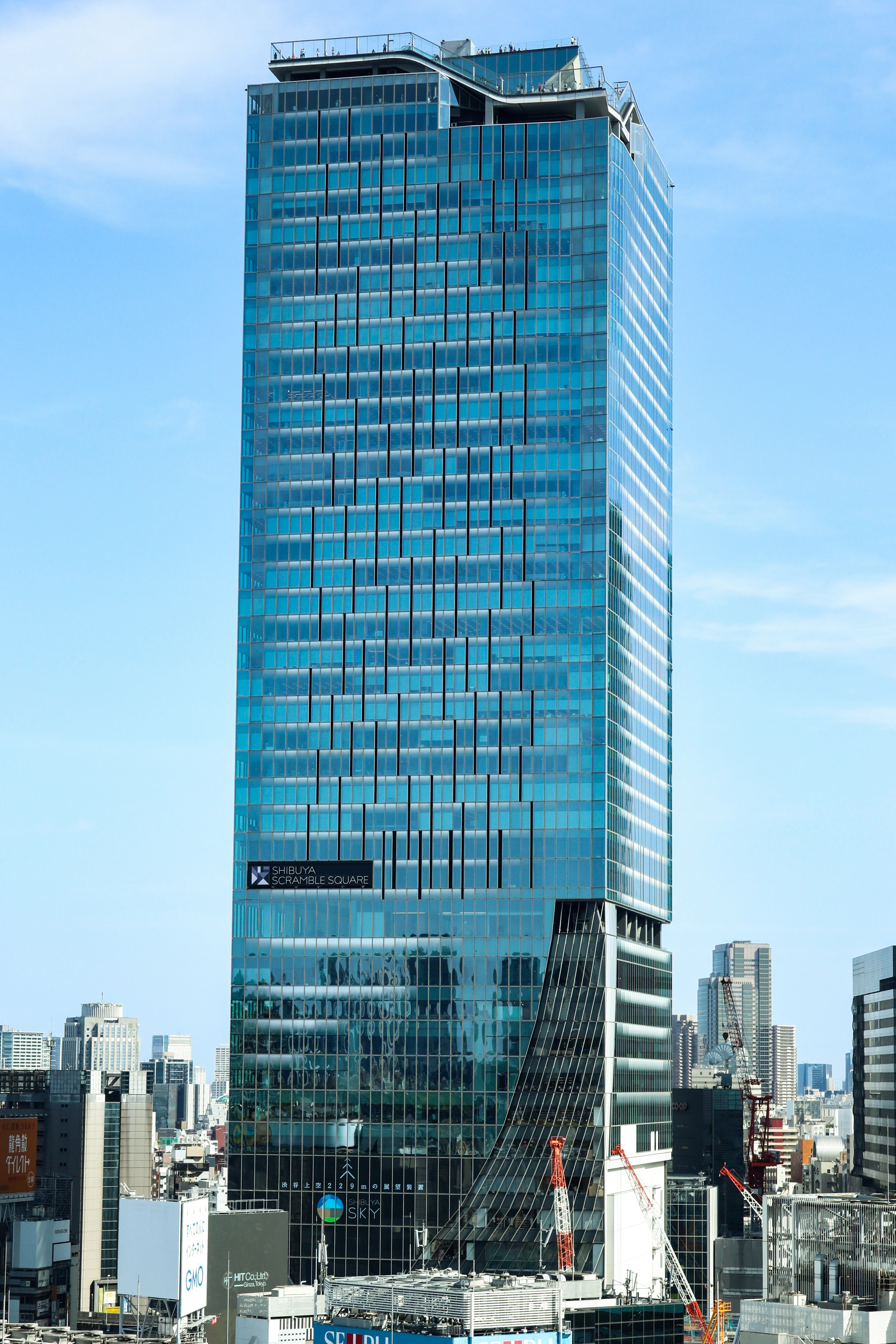
渋谷スクランブルスクエア（東棟）
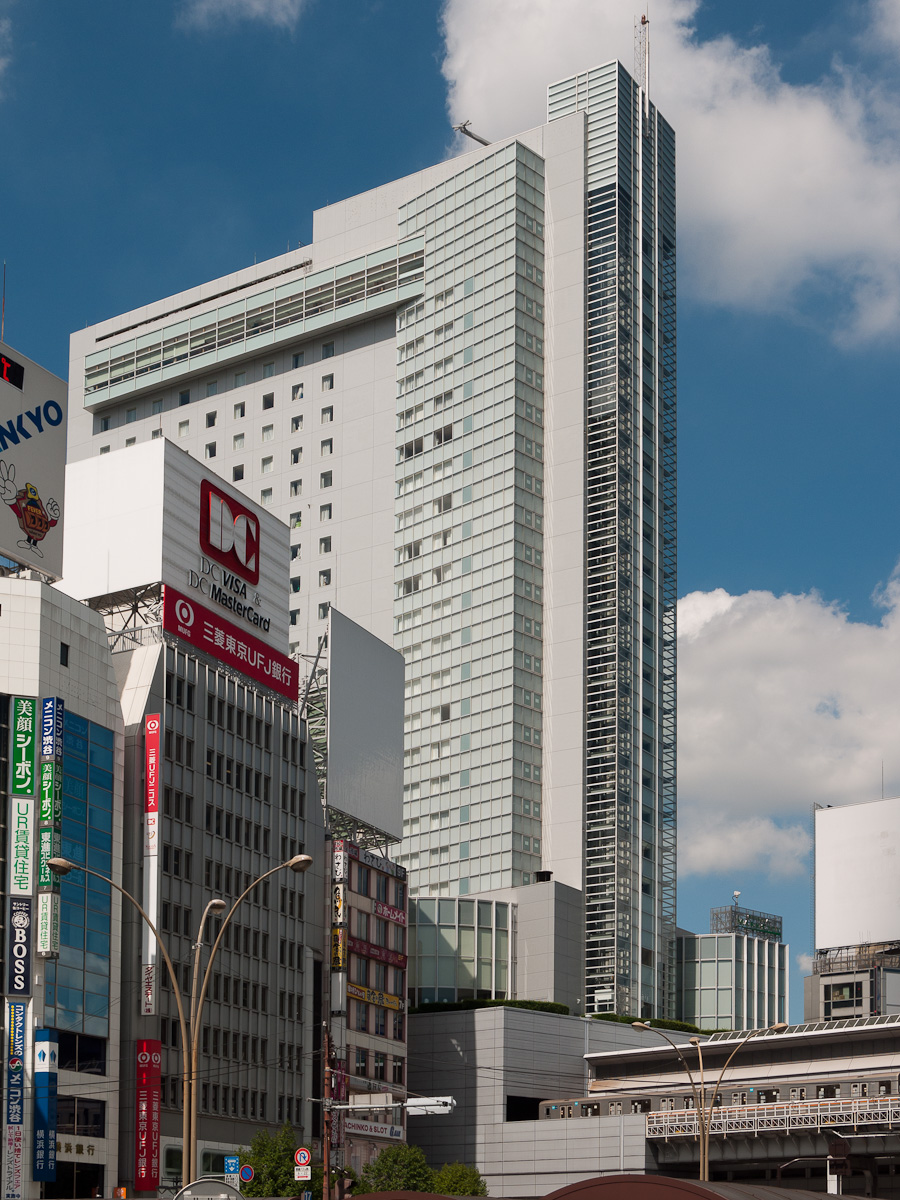
渋谷マークシティ
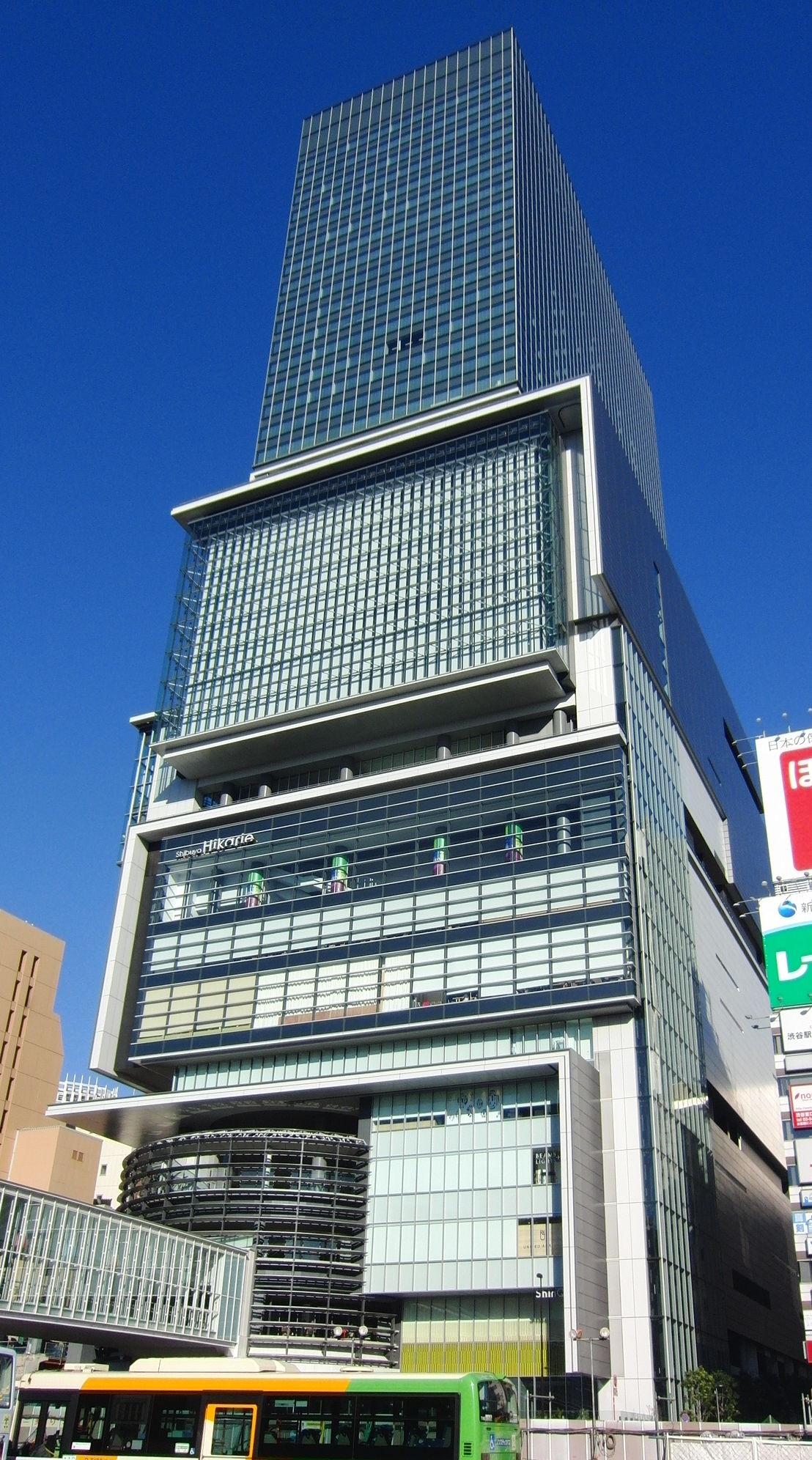
渋谷ヒカリエ
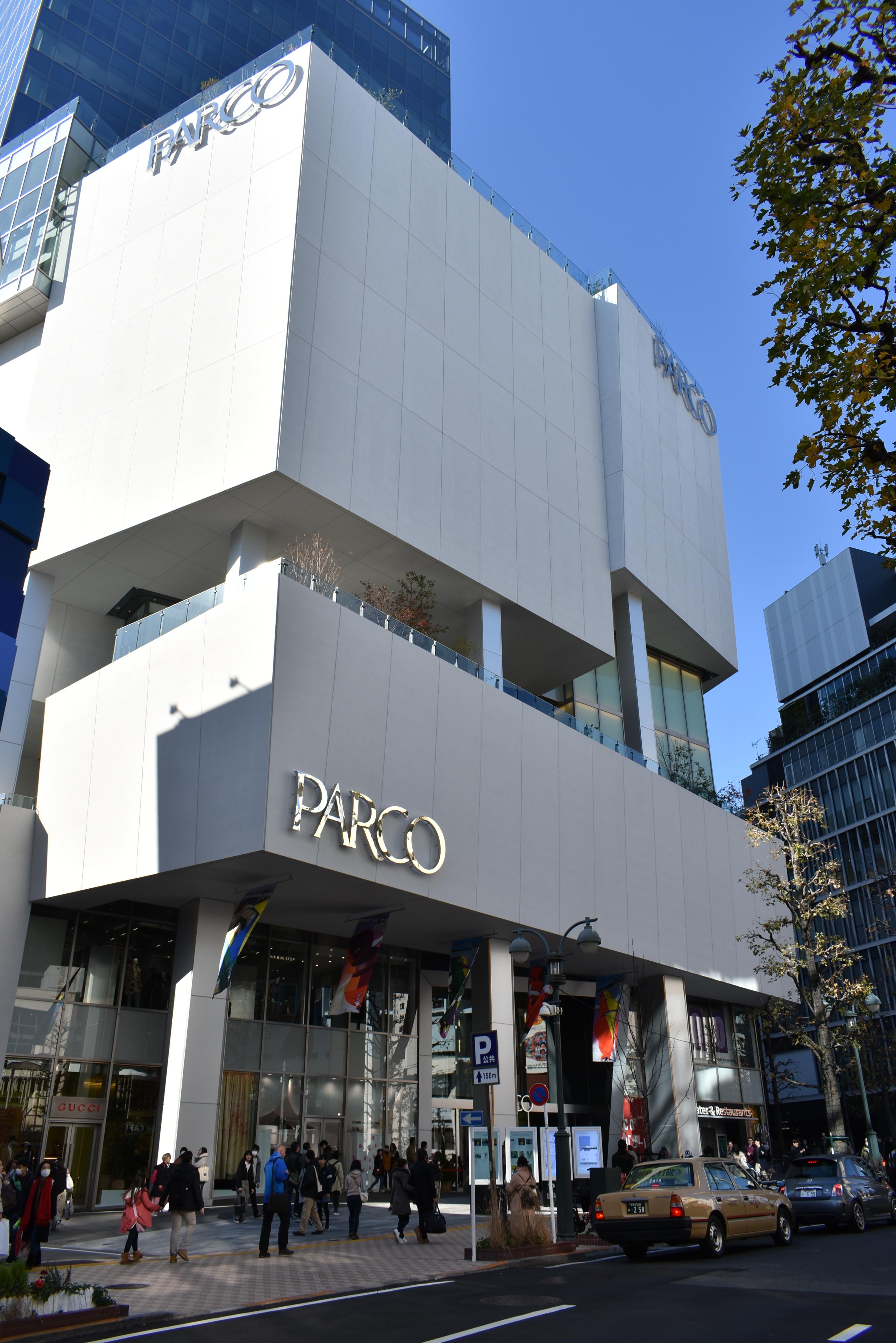
渋谷PARCO
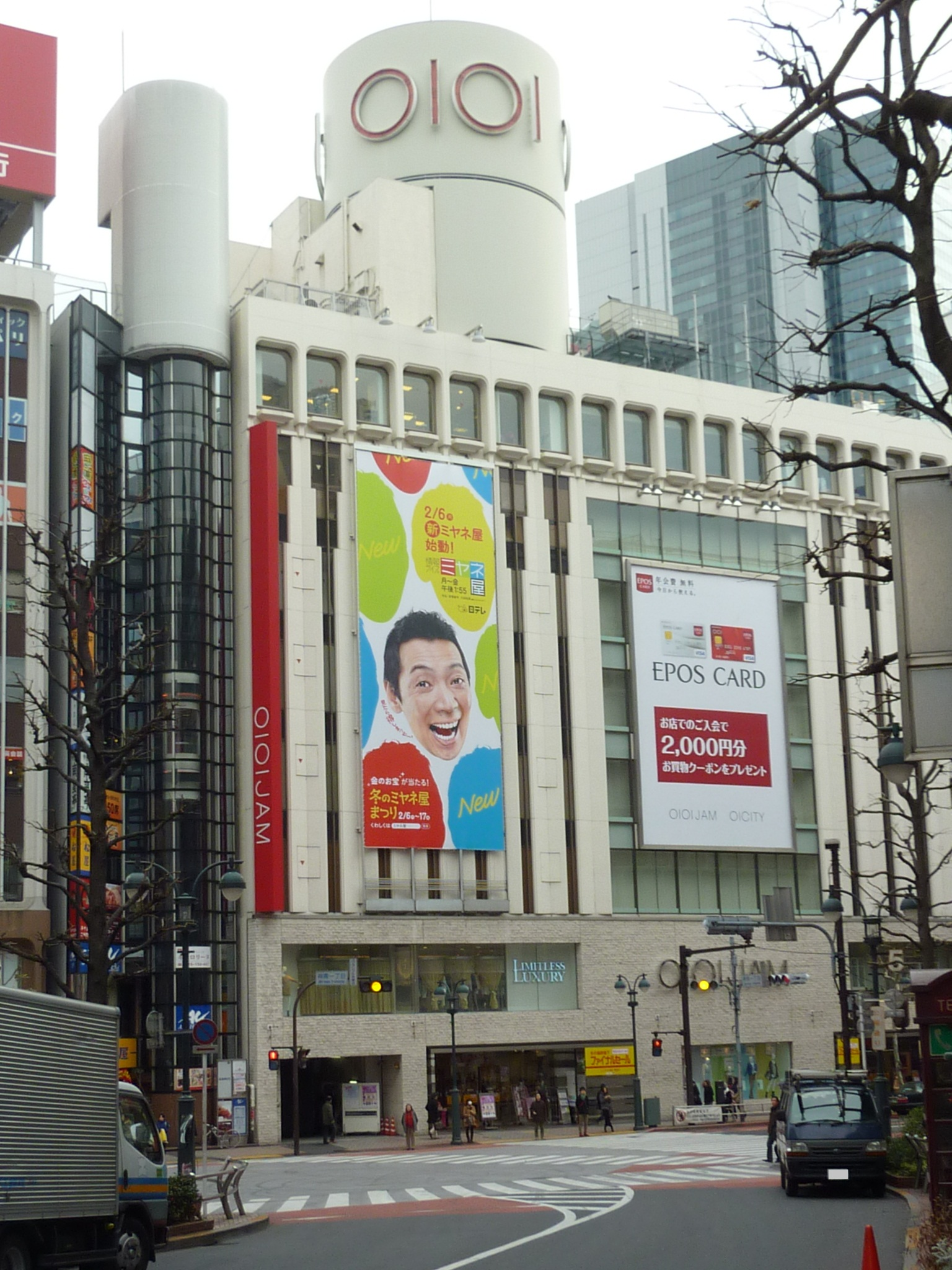
渋谷マルイ
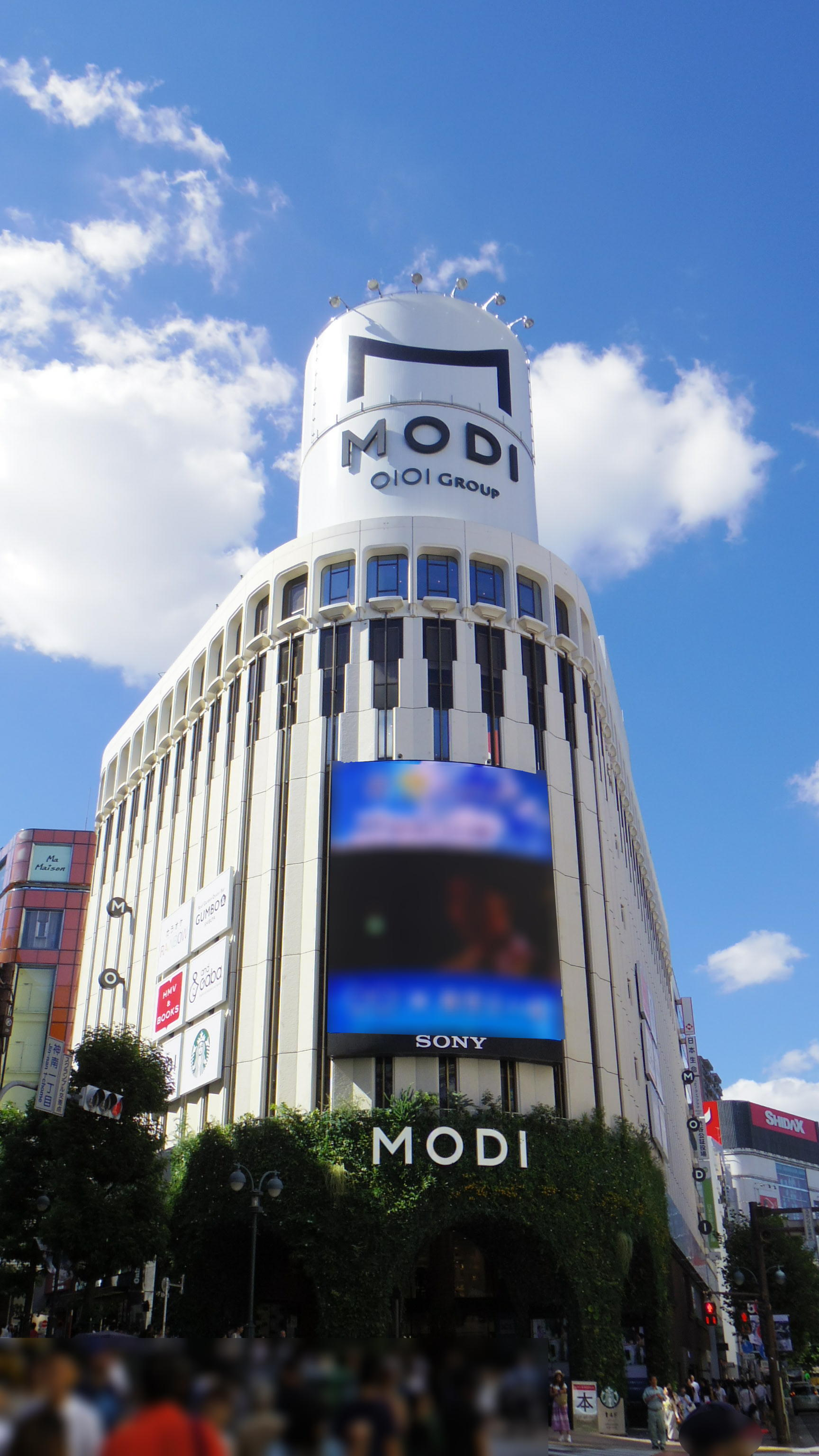
渋谷モディ（旧・マルイシティ渋谷）
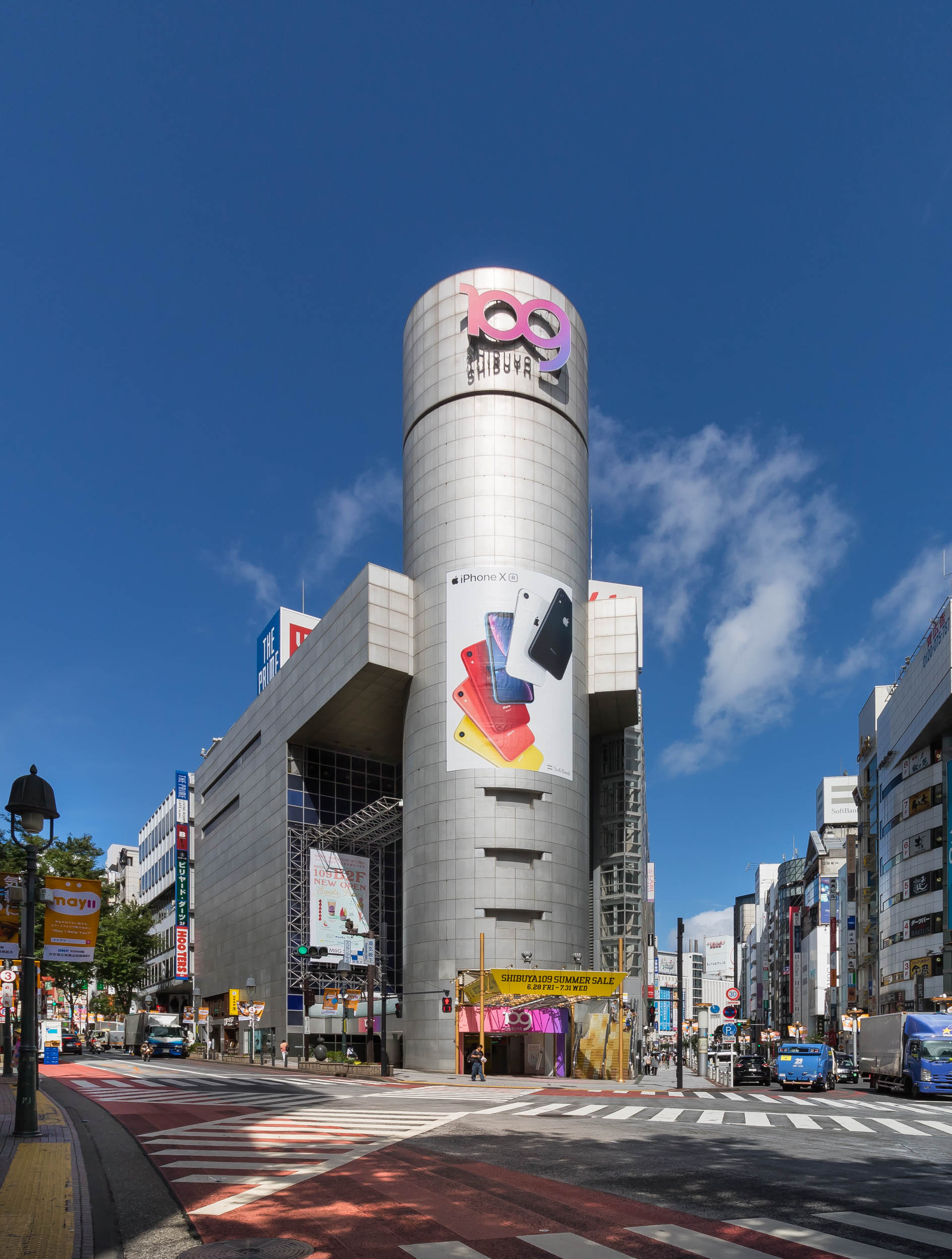
SHIBUYA 109
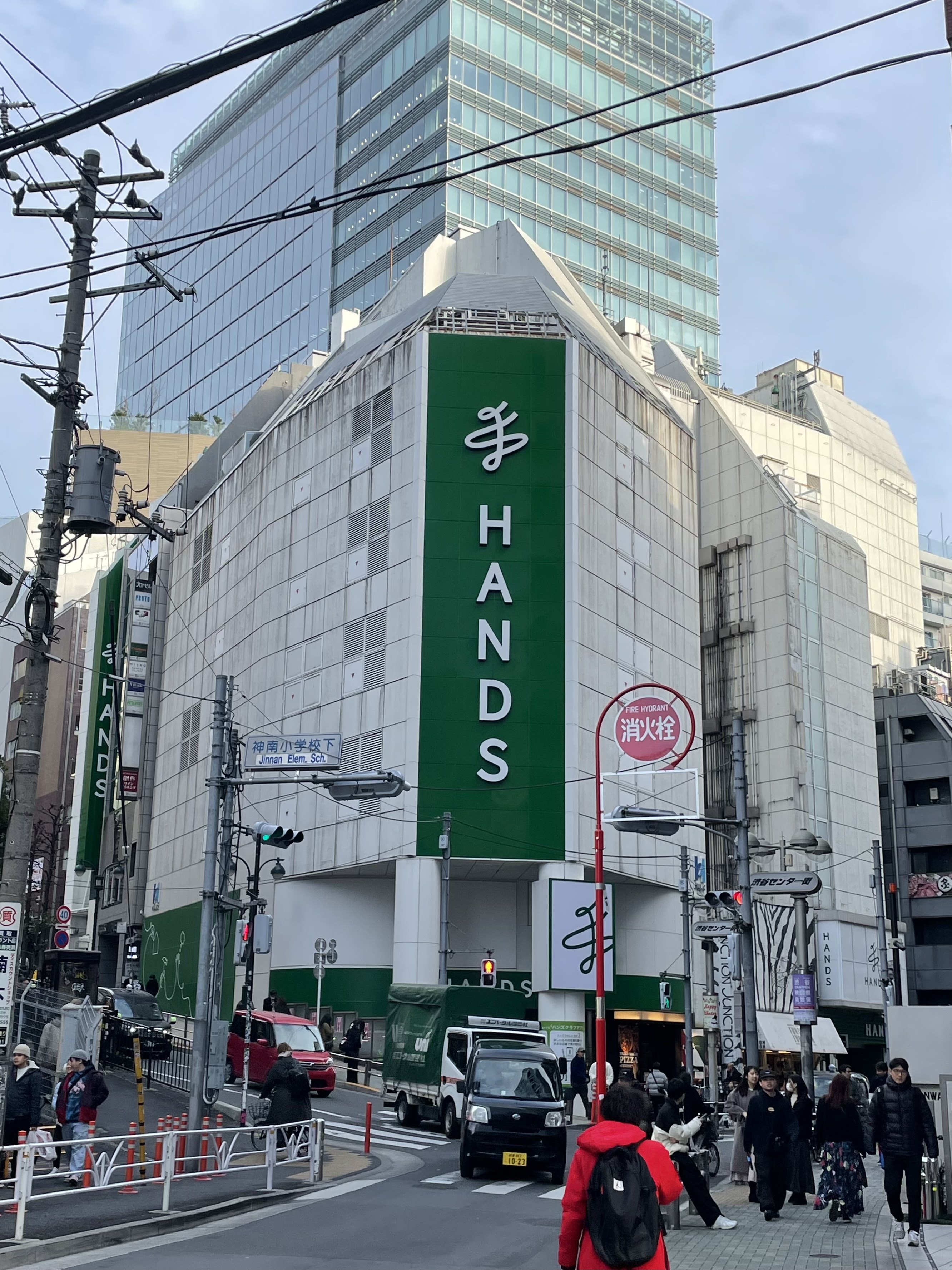
ハンズ渋谷店
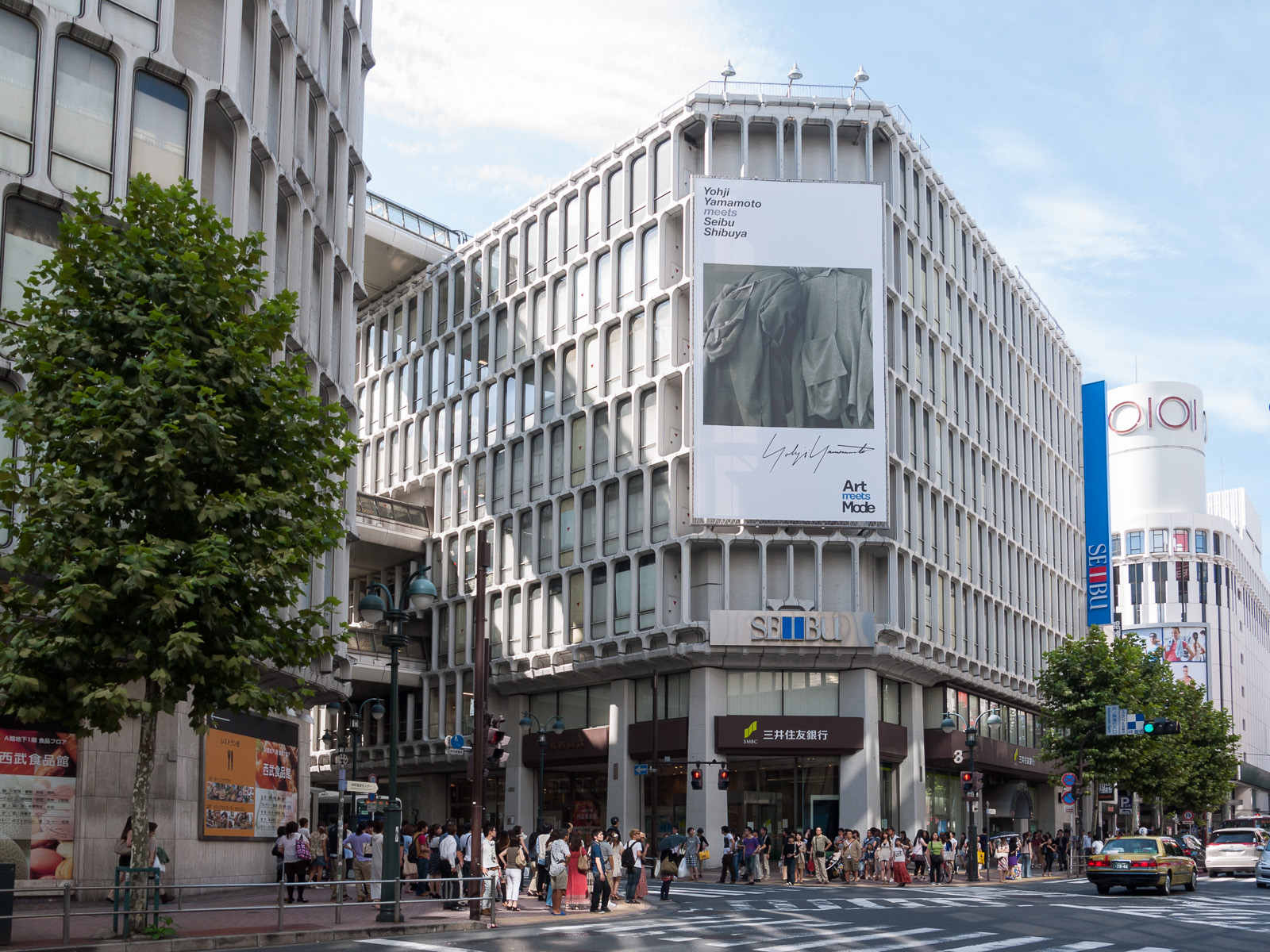
シブヤ西武
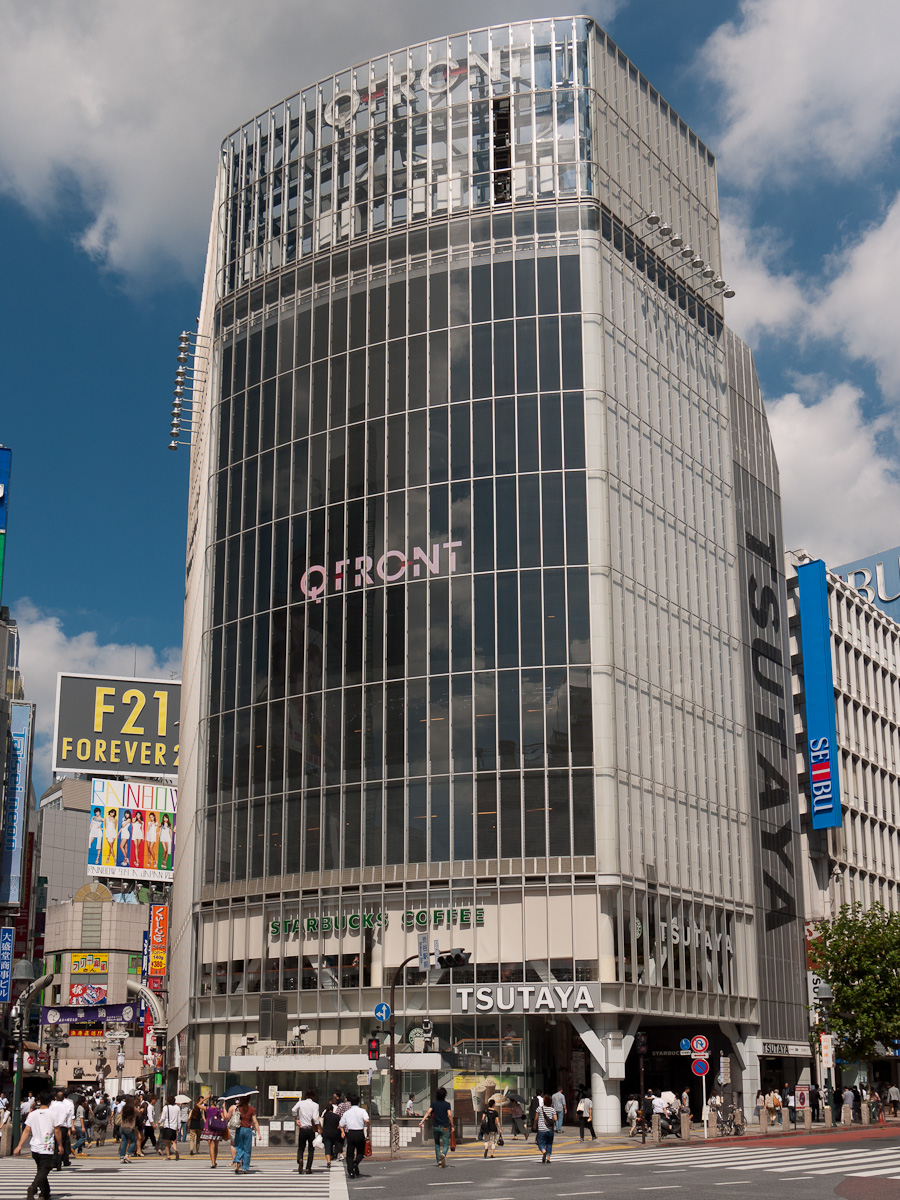
QFRONT
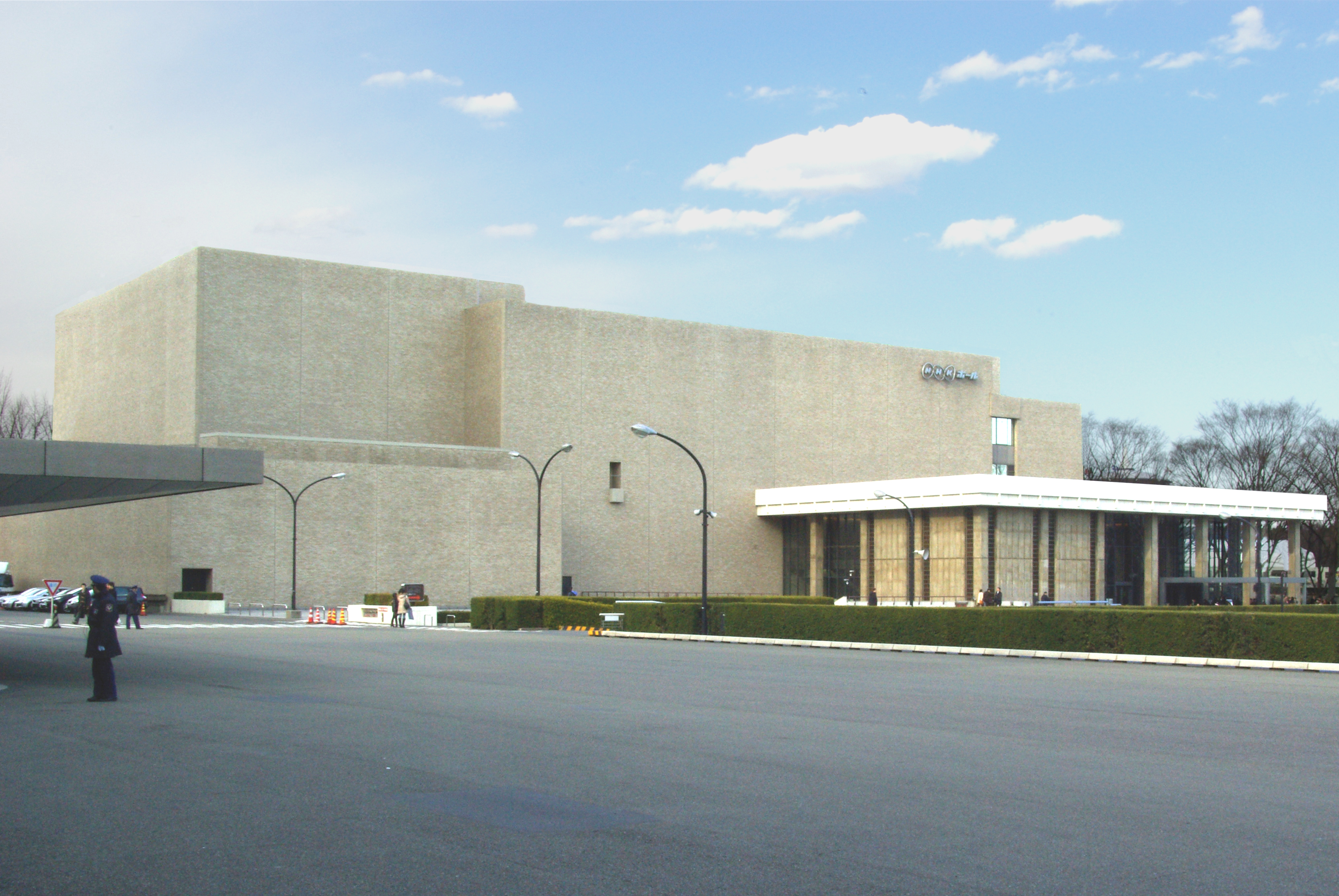
NHKホール
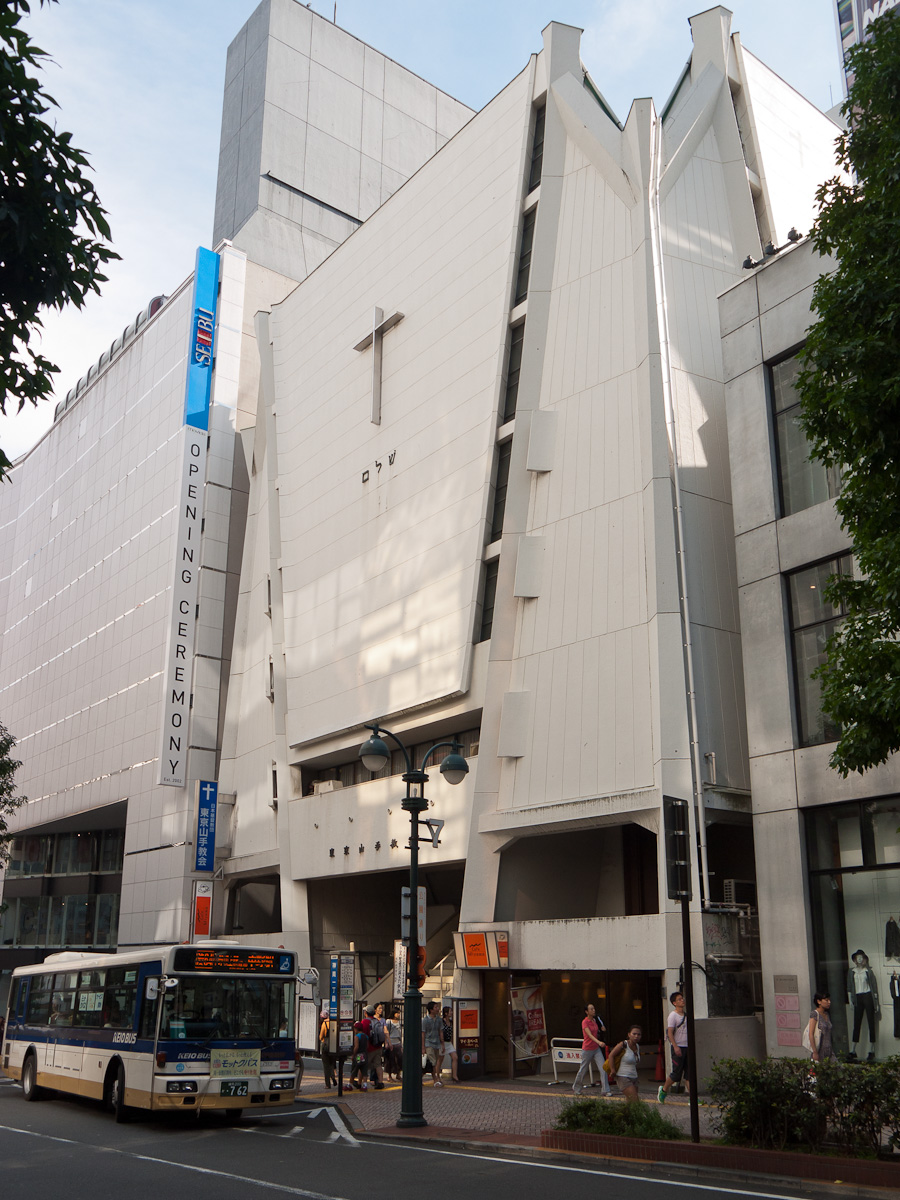
東京山手教会

### かつて存在した主な施設
- 東急百貨店東横店（西館・南館） - 2020年3月閉館、渋谷スクランブルスクエア西棟・中央棟建設のため
- 東急百貨店本店 - 2023年1月31日をもって閉店。
- 緑屋
- 東急文化会館
  - 天文博物館五島プラネタリウム
- リキパレス
- 洋食二葉亭[注釈 37]
- 渋谷食堂[注釈 38]
- 渋谷全線座
- 東京電力電力館
- たばこと塩の博物館
- 渋谷PARCO PART2
- 渋谷ジァン・ジァン
- 渋谷ビデオスタジオ
- SHIBUYA-AX
- シネマライズ
- TOKYO FM渋谷スペイン坂スタジオ
- 渋谷区立渋谷小学校
- 東京都児童会館
- こどもの城
  - 青山劇場、青山円形劇場
- 第一園芸青山本店
- 西野バレエ団（松濤に移転）
- 松濤温泉シエスパ（厳密には松濤に所在していた）

渋谷にかつて存在した主な施設
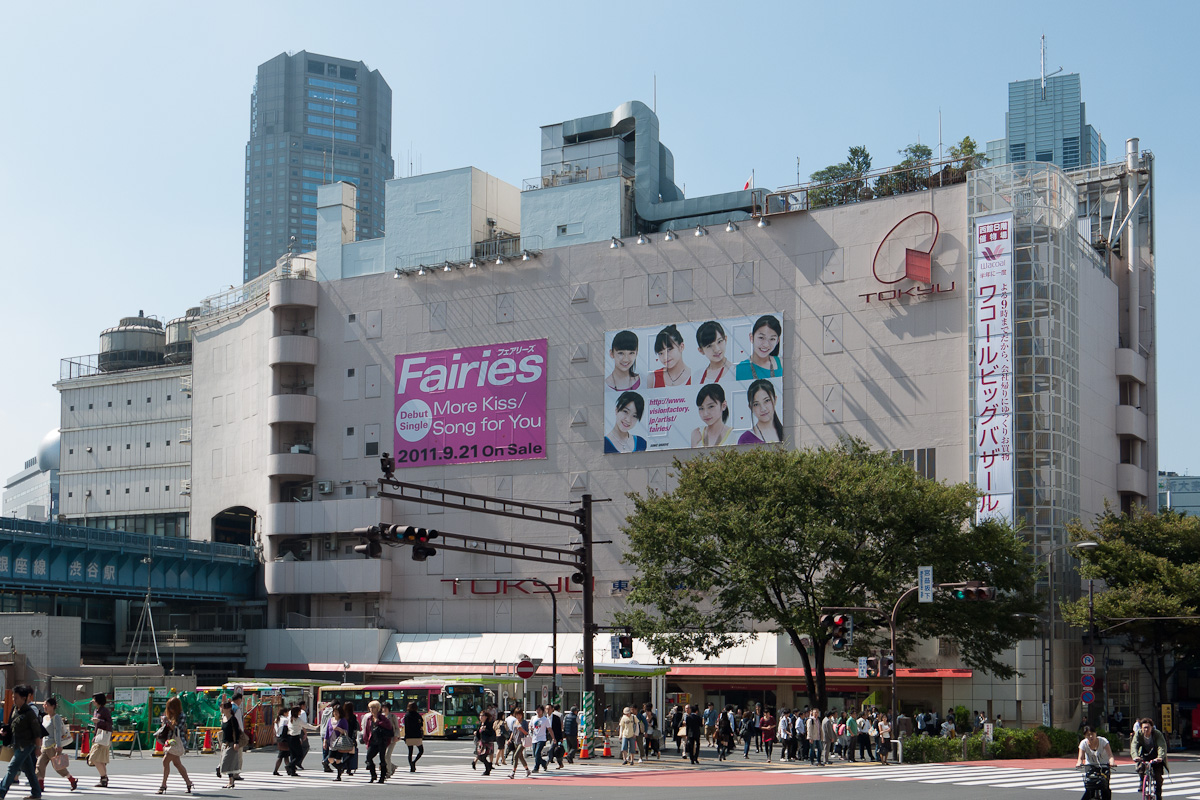
東急百貨店東横店東館（2013年閉館）
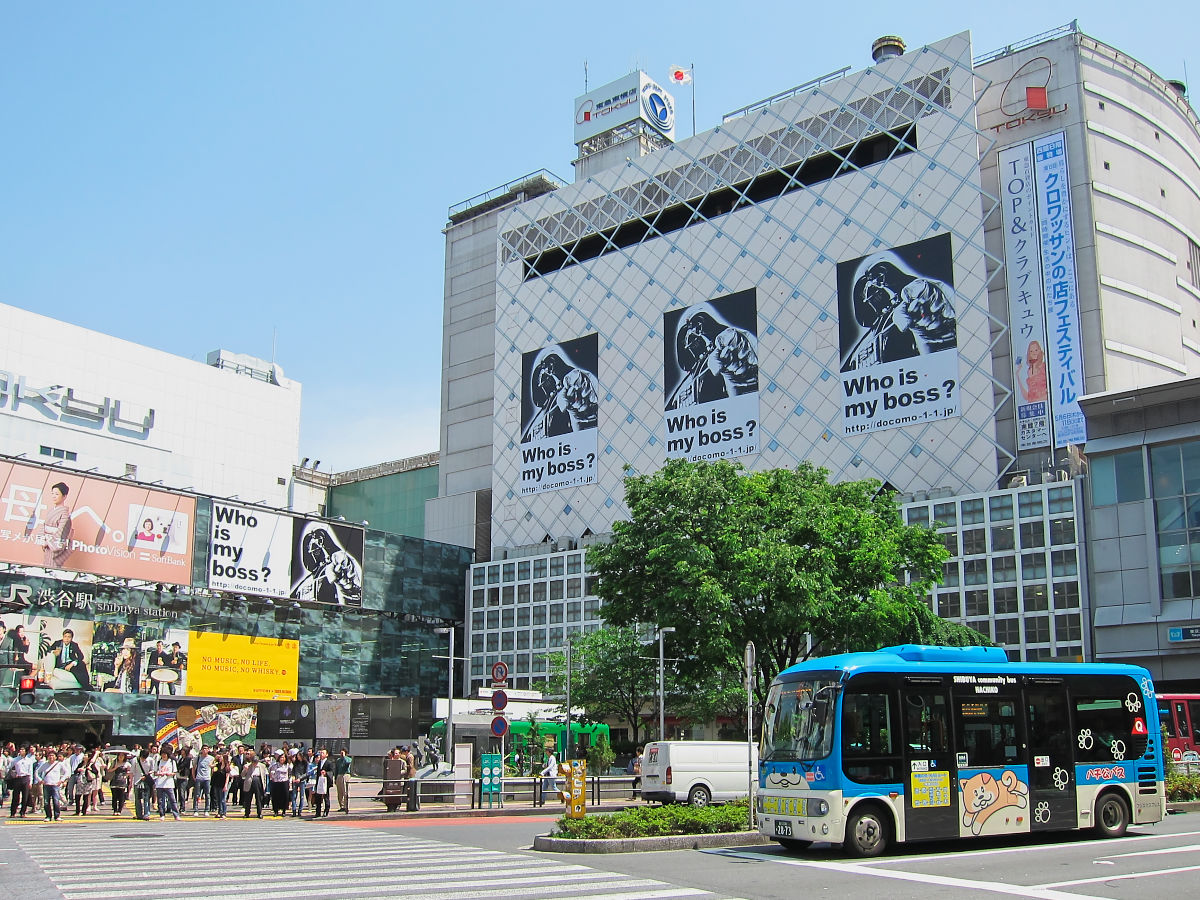
東急百貨店東横店西館（2020年閉館）
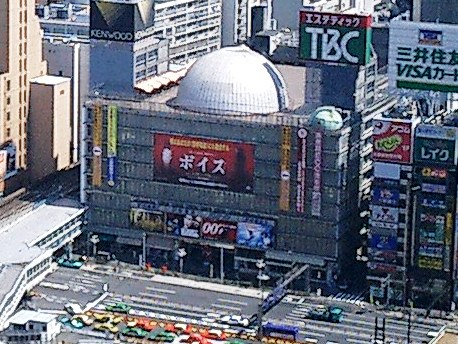
東急文化会館
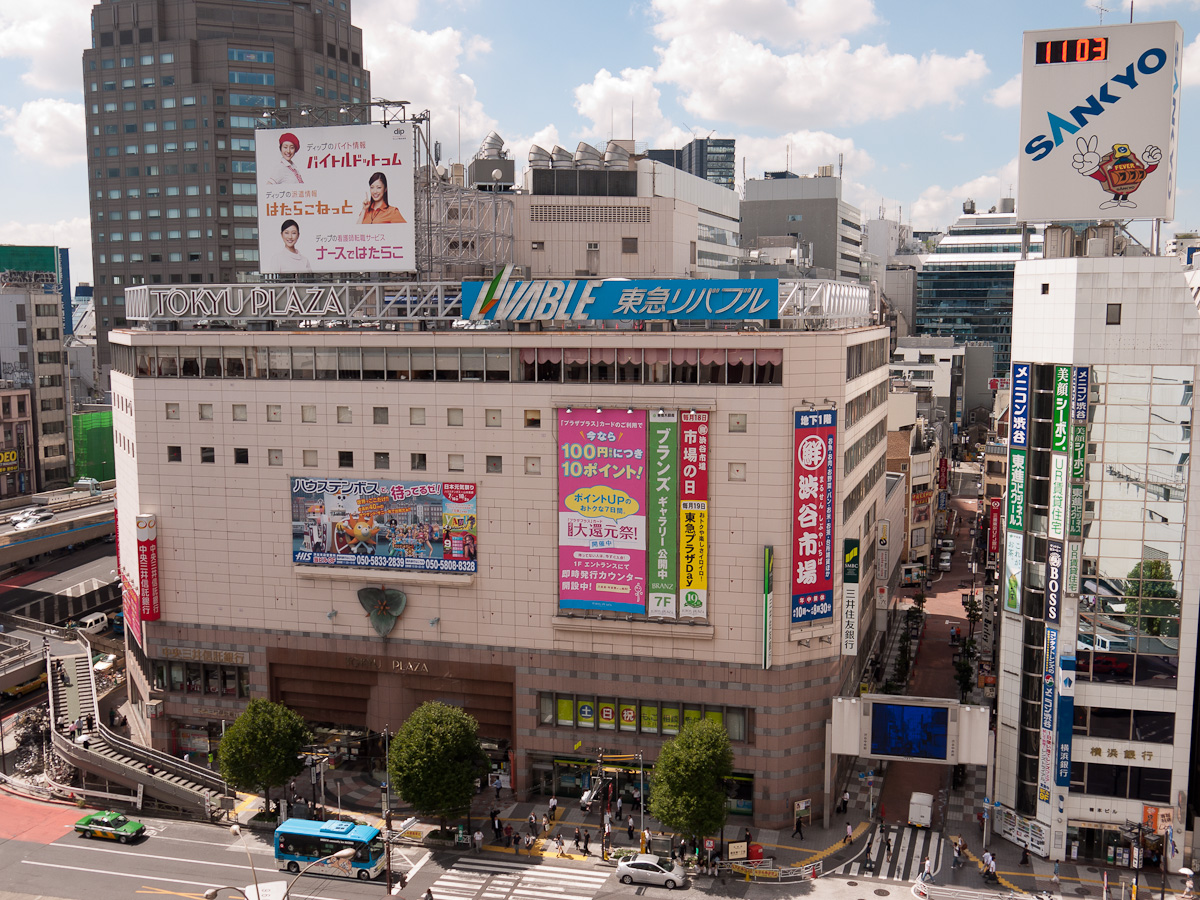
渋谷東急プラザ
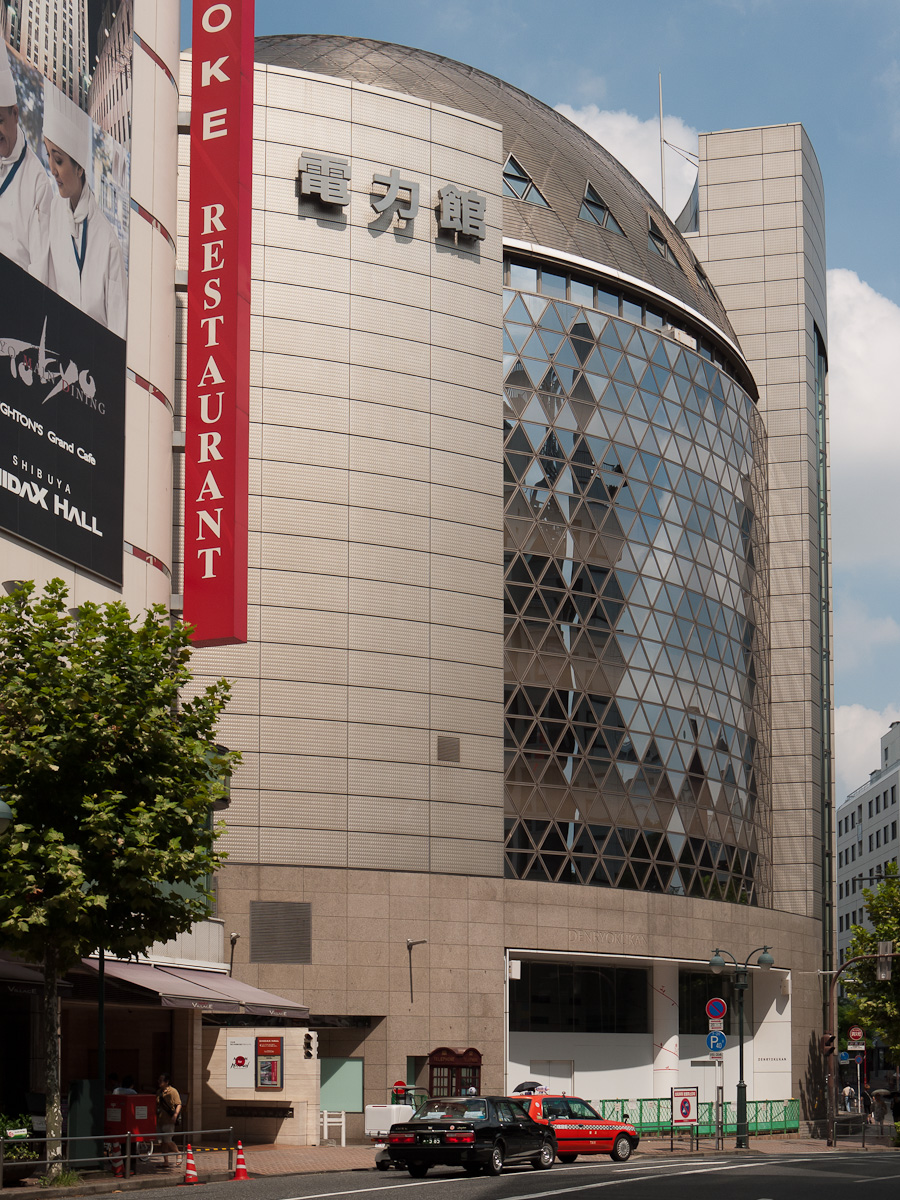
電力館

## 渋谷を舞台とした作品
過剰な列挙を防ぐため、作品自体に著名性がある場合や、渋谷自体が作品テーマであったり重要な意味を持つ作品に限定して、挙げるものとする。

### 映画
- 素っ裸の年令（日活、1959年） - 赤木圭一郎演じる主人公が仲間とオートバイで宮益坂を駆け上がったりするシーンなどがある。
- モスラ（東宝、1961年） - モスラが破壊する。
- オクトパスアーミー シブヤで会いたい（パイオニアLDC、1990年）
- ガメラ3 邪神覚醒（大映、1999年） - ガメラとギャオスの戦いで炎上する。
- ゴジラ×メガギラス G消滅作戦（東宝映画、2000年） - 水没した後に、メガギラスの高周波で破壊される。
- ロスト・イン・トランスレーション（米映画、2003年）
- 渋谷物語（東映、2005年）
- 日本沈没（映画「日本沈没」製作委員会、2006年） - 津波によって崩壊する。
- ワイルドスピードX3 TOKYO DRIFT（米映画、2006年） - ショーン、ハンがD.K.のZ33フェアレディZから逃走すべく人の行き交う街中を疾走する（実際はロサンゼルスでのセット）。カーチェイスの末にハンのRX-7が大破炎上する。
- バイオハザードIV アフターライフ（米映画、2010年） - アンブレラの本部がある。感染者が渋谷に現れて廃墟になってしまった。
- 渋谷（ビーワイルド、2010年）
- バケモノの子（スタジオ地図、2015年）
- 映画 ヒーリングっど♥プリキュア ゆめのまちでキュン!っとGoGo!大変身!!（東映アニメーション、2021年）- スクランブル交差点を貸し切ってライブステージを開催する。ハチ公前広場、ミヤシタパークも登場する。
- 名探偵コナン ハロウィンの花嫁（トムス・エンタテインメント、2022年）

### テレビドラマ
- 赤い絆（1977 - 78年） - 山口百恵主演赤いシリーズの一つ。
- 俺たちの祭（1977 - 78年）
- Sh15uya（2005年）
- 仮面ライダーカブト（2006年） - 劇中で、過去1999年（平成11年）に巨大隕石が落下して渋谷が壊滅。
- ギャルサー（2006年）

### 漫画
- GALS!
- 8
- 太陽の黙示録 - 大地震と津波により壊滅・水没。
- 渋谷区円山町
- サムライソルジャー
- ぬらりひょんの孫
- ないしょのつぼみ - 1期・8期にて、主人公・登場人物が若い不審者の男に襲われそうになる舞台になっている。
- 呪術廻戦 - 渋谷事変編
- シブヤニアファミリー

### コンピュータゲーム
- 街 〜運命の交差点〜
- すばらしきこのせかい
- CHAOS;HEAD - ストーリー中盤で壊滅する。
- CHAOS;CHILD - 上記ゲームの続編。
- 428 〜封鎖された渋谷で〜
- 女神異聞録デビルサバイバー
- R-TUNED：Ultimate Street Racing
- NAMCO x CAPCOM
- コリン・マクレー；ダート2 - ダートコースに改装されている。
- プロジェクト東京ドールズ
- 幻影異聞録♯FE
- ペルソナ5
- ガンスリンガーストラトス
- Ghostwire: Tokyo
- プロジェクトセカイ カラフルステージ! feat. 初音ミク

### 小説
- ラブ&ポップ
- 明日の記憶
- 東京SHADOW
- Deep Love
- 神様のメモ帳

### テレビアニメ
- アイドル天使ようこそようこ - 1990年（平成2年）から1991年（平成3年）にかけて放送。作中では当時の公園通りやスペイン坂等が登場する。
- revisions リヴィジョンズ - 2019年（平成31年）に放送。劇中では2017年（平成28年）の渋谷中心街（半径約1km）が特殊な災害発生の影響で300年後の未来に丸ごと転送される。
- 夜のクラゲは泳げない - 2024年（令和6年）に放送。スクランブル交差点やスペイン坂、MIYASHITA PARKなどが登場する。

### テレビ番組など
- 先生はえらいっ!
- 渋谷語事典ハザード2008
- GR8!
- ギャル男 THE 爆誕!
- 名前のない女たち
- run for money 逃走中 - フジテレビ系列で放送中のバラエティ番組。2004年6月26日、2004年10月2日、2004年12月28日、2007年1月1日放送分で宇田川町周辺を舞台にゲームがとり行われた。

## その他

### 日本郵便
- 集配担当する郵便局と郵便番号は以下の通りである[64]。

| 町丁・ビル名                               | 郵便番号           | 集配郵便局 |
| ------------------------------------------ | ------------------ | ---------- |
| 渋谷                                       | 150-0002           | 渋谷郵便局 |
| 渋谷スクランブルスクエア（地階・階層不明） | 150-6190           | 渋谷郵便局 |
| 渋谷スクランブルスクエア 1階〜47階         | 150-6101〜150-6147 | 渋谷郵便局 |

※渋谷スクランブルスクエアの郵便番号は6・7ケタ目に地上階毎の郵便番号が割り振られています。（例：1階は「01」、10階は「10」）